# محاکمه هیئت منصفه

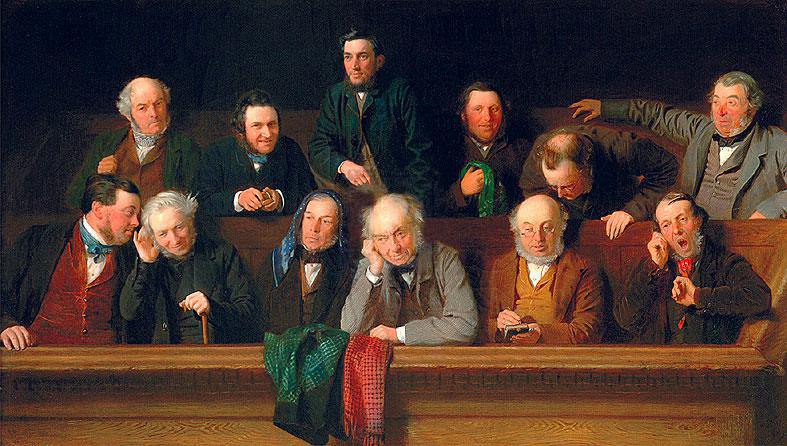
هیئت منصفه (۱۸۶۱) اثر جان مورگان ، موزه شهرستان باکینگهام‌شر

محاکمه هیئت منصفه یا محاکمه توسط هیئت منصفه نوعی روند قانونی است که در آن، هیئت منصفه تصمیم‌گیری یا تشخیص واقعیت‌ها را بر عهده دارد. این نوع دادگاه با دادگاه قاضی‌محور تفاوت دارد، جایی که قاضی یا هیئت قضات، تمامی تصمیم‌ها را اتخاذ می‌کنند.
دادگاه‌های هیئت منصفه در بسیاری از نظام‌های حقوقی مبتنی بر حقوق عرفی در درصد قابل‌توجهی از پرونده‌های کیفری جدی به‌طور فزاینده‌ای مورد استفاده قرار می‌گیرند، هرچند نه در همه آن‌ها. هیئت منصفه یا قضات غیرحرفه‌ای همچنین در نظام‌های حقوقی بسیاری از کشورهای دارای قانون مدنی نیز برای رسیدگی به پرونده‌های کیفری گنجانده شده‌اند.
استفاده از دادگاه‌های هیئت منصفه، که در نظام‌های کامن لا شکل گرفته‌اند و نه در نظام‌های قانون مدنی، تأثیر عمیقی بر ماهیت آیین دادرسی مدنی و آیین دادرسی کیفری در ایالات متحده گذاشته است، حتی اگر در یک پرونده خاص، دادگاه قاضی‌محور مدنظر باشد. به‌طور کلی، امکان درخواست برای دادگاه هیئت منصفه (در صورت مطالبه صحیح) موجب شکل‌گیری سیستمی شده است که در آن فرایند کشف حقیقت در یک جلسه دادگاه متمرکز می‌شود، نه در چندین جلسه استماع، و نظارت تجدیدنظرخواهی بر تصمیمات دادگاه بدوی بسیار محدود است. در کشورهایی که فاقد نظام کامن لا هستند، دادگاه‌های هیئت منصفه اهمیت بسیار کمتری دارند (یا اصلاً اهمیتی ندارند).

## تاریخچه

### یونان
در آتن باستان سازوکاری به نام دیکاستای (dikastaí) وجود داشت تا اطمینان حاصل شود که هیچ‌کس نتواند اعضای هیئت منصفه را برای دادگاه خود انتخاب کند. در پرونده‌های عادی، دادگاه‌ها از دیکاستاهایی متشکل از حداکثر ۵۰۰ شهروند تشکیل می‌شدند. در پرونده‌های کیفری جدی—که شامل مجازات مرگ، از دست دادن آزادی، تبعید، محرومیت از حقوق مدنی یا مصادره اموال می‌شدند—محاکمه در برابر هیئتی شامل ۱٬۰۰۱ تا ۱٬۵۰۱ دیکاستای برگزار می‌شد. در چنین هیئت‌های بزرگی، رأی‌گیری بر پایه اکثریت صورت می‌گرفت. اعضای هیئت منصفه با قرعه‌کشی منصوب می‌شدند. رأی‌گیری آن‌ها با استفاده از قرص‌های سرامیکی‌ای انجام می‌شد که در مرکز آن‌ها محوری قرار داشت؛ این محور یا توخالی بود یا توپر. به این ترتیب رأی آن‌ها محرمانه باقی می‌ماند، زیرا رأی‌دهنده قرص را با انگشت شست و اشاره از ناحیه محور نگه می‌داشت و نوع محور را پنهان می‌کرد. از زمان پریکلس به بعد، دیکاستاها برای حضور در دادگاه دستمزد روزانه‌ای برابر با یک روز کار دریافت می‌کردند.
نهاد محاکمه توسط هیئت منصفه به‌صورت نمادین توسط آشیلوس در نمایشنامهٔ ائومنیدس (The Eumenides)، سومین و آخرین نمایش از سه‌گانهٔ اورستیا، به تصویر کشیده شده است. در این نمایش، این نوآوری توسط الهه آتنا معرفی می‌شود؛ او دوازده شهروند را فرا می‌خواند تا به‌عنوان اعضای هیئت منصفه خدمت کنند. آپولو به‌عنوان وکیل مدافع اورستس در محاکمه شرکت می‌کند و الهه‌های انتقام نقش دادستان را در قبال قتل کلیتمنسترای بر عهده دارند. در صورتی که رأی هیئت منصفه برابر (۶ به ۶) شود، آتنا حکم می‌دهد که از این پس چنین مواردی با حکم تبرئه به پایان برسند.

### جمهوری و امپراتوری روم
از آغاز جمهوری روم و در اغلب پرونده‌های مدنی تا اواخر دوران امپراتوری روم، دادگاه‌هایی با ویژگی‌هایی مشابه هیئت منصفه برگزار می‌شدند، به این معنا که قضات رومی افراد غیرنظامی، فاقد تخصص حقوقی و حرفه‌ای نبودند. محاکمه‌های کیفری در برابر صدها یا هزاران «هیئت منصفه» در مجامعی به نام کمیسیا یا قرون برگزار می‌شدند، مشابه آنچه در محاکم آتن باستان دیده می‌شد.
حقوق روم پیش‌بینی کرده بود که هر سال گروهی از قضات (judices) انتخاب شوند که مسئولیت رسیدگی به دعاوی را با ایفای نقش هیئت منصفه بر عهده بگیرند، در حالی که پرایتور بسیاری از وظایف قضایی را انجام می‌داد. مقامات بلندپایه دولتی و بستگانشان به دلیل تضاد منافع از ایفای نقش به‌عنوان judices محروم بودند. همچنین کسانی که پیش‌تر به جرایم سنگین محکوم شده بودند (felonies) و نیز گلادیاتورهای مزدبگیر که احتمالاً برای داوری از طریق محاکمه با نبرد استخدام می‌شدند، از این مسئولیت محروم بودند.
قانون چنین بیان می‌داشت:
پرایتور پرگرین (به‌معنای دقیق کلمه، قاضی سیار) باید ظرف ده روز پس از تصویب این قانون توسط مردم یا عوام، زمینه انتخاب ۴۵۰ نفر از ساکنان این دولت‌شهر را که دارای یا سابقاً دارای سرشماری سواره‌نظام (census equestris) بوده‌اند، فراهم سازد ...
مشروط بر اینکه هیچ‌کدام از افراد زیر را انتخاب نکند:
کسی که اکنون یا پیش‌تر تریبیون عوام، کوئاستور، تریوم‌ویر کاپیتالیست، سردسته نظامی در یکی از چهار لژیون نخست، یا تریوم‌ویر تقسیم اراضی بوده باشد؛ یا فردی که اکنون یا پیش‌تر عضو سنا بوده است؛ یا کسی که به‌عنوان گلادیاتور مزدبگیر جنگیده یا خواهد جنگید ...

یا فردی که در روند قضایی و دادگاه عمومی محکوم شده باشد، به‌گونه‌ای که دیگر امکان ثبت‌نام او در سنا وجود نداشته باشد؛ یا کسی که کمتر از ۳۰ سال یا بیشتر از ۶۰ سال سن داشته باشد؛ یا کسی که محل اقامت او در شهر رم یا در شعاع یک میلی از آن نباشد؛ یا پدر، برادر یا پسر هر یک از مقامات مذکور باشد؛ یا پدر، برادر یا پسر فردی باشد که اکنون یا پیش‌تر عضو سنا بوده است؛ یا کسی که در آن زمان خارج از کشور به‌سر می‌برد.

### قانون اسلامی
در فقه اسلامی کلاسیک، طرفین دعوی در دادگاه می‌توانند اظهارات محضری از سه تا دوازده شاهد تهیه کنند. هنگامی که اظهارات تمامی شهود با یکدیگر سازگار باشد، سردفتران متفق‌القول آن شهادت را در یک سند قانونی تأیید می‌کنند که می‌تواند برای پشتیبانی از ادعای خواهان مورد استفاده قرار گیرد. وظیفه سردفتران این است که قاضی را از شنیدن وقت‌گیر شهادت تک‌تک شهود معاف کنند و اسناد آن‌ها به‌منزله اعتباربخشی قانونی به هر یک از شهادت‌های شفاهی است.
مکتب فقه اسلامی مالکی در برخی دعاوی، از جمله ازدواج‌های ثبت‌نشده و اختلافات ملکی، حضور دو عدل را برای جمع‌آوری حداقل دوازده شهادت عینی لازم می‌داند. جان مکدیسی این رویه را با محاکمه‌های هیئت منصفه در حقوقی عرفی انگلستان در دوره هنری دوم مقایسه کرده و احتمال داده است که میان اصلاحات پادشاه و نظام حقوقی پادشاهی سیسیل ارتباطی وجود داشته باشد.

### امپراتوری مقدس روم و آلمان مدرن
در فرمان‌نامه‌ای از منطقه سوابیایی در سال ۱۵۶۲، احضار اعضای هیئت منصفه (Urtheiler) پیش‌بینی شده بود، و روش‌های مختلفی برای این منظور در شهرهای امندینگن ، اوپناو و اوبرکیرش به کار گرفته می‌شد. منشور هاونشتاین در سال ۱۴۴۲ حق محاکمه در تمامی دعاوی توسط ۲۴ هم‌رتبه و هم‌طبقه را تضمین کرده بود، و در فرایبورگ، هیئت منصفه از ۳۰ شهروند و اعضای شورا تشکیل می‌شد. شکل مدرن دادگاه هیئت منصفه نخستین بار در سال ۱۷۹۸ در استان‌های راین معرفی شد، که معمولاً شامل دادگاهی با حضور ۱۲ شهروند بود.
سیستمی که در آن شهروندان توسط همتایان خود، انتخاب‌شده از کل جامعه، در دادگاهی علنی محاکمه می‌شدند، به تدریج در آلمان جای خود را به سیستم قضات حرفه‌ای داد که روند تحقیق در آن بیشتر یا کمتر محرمانه بود و احکام توسط قضاتی صادر می‌شد که توسط دولت منصوب می‌شدند. در کنستانس، محاکمه با هیئت منصفه توسط فرمان پادشاهی هابسبورگ در سال ۱۷۸۶ ممنوع شد. قانون اساسی فرانکفورت در جریان انقلاب‌های شکست‌خورده ۱۸۴۸ خواستار محاکمه‌های هیئت منصفه برای «جرایم جدی‌تر و کلیه جرایم سیاسی» شده بود، اما پس از انحلال پارلمان فرانکفورت توسط دراگون‌های وورتمبرگ، هرگز به اجرا گذاشته نشد. پیش‌نویس قانون آیین دادرسی کیفری سال ۱۸۷۳ که توسط وزارت دادگستری پروس تهیه شده بود، پیشنهاد لغو هیئت منصفه و جایگزینی آن با سیستم مختلط را ارائه داد که بحث سیاسی قابل توجهی را برانگیخت. در جمهوری وایمار، هیئت منصفه توسط اصلاحات اِمینگر در ۴ ژانویه ۱۹۲۴ لغو شد.
بین سال‌های ۱۹۴۸ تا ۱۹۵۰ در آلمان تحت اشغال آمریکا و جمهوری فدرال آلمان، ایالت بایرن به نظام محاکمه با هیئت منصفه بازگشت، همان‌گونه که پیش از فرمان‌های اضطراری سال ۱۹۳۳ وجود داشت. اما در سال ۱۹۵۰ با تصویب قانون یکسان‌سازی (Vereinheitlichungsgesetz) برای جمهوری فدرال، این نظام دوباره لغو شد. در سال ۱۹۷۹، ایالات متحده متهمان هواپیماربایی پرواز ۱۶۵ شرکت LOT شرق آلمان را در دادگاه ایالات متحده برای برلین در غرب برلین محاکمه کرد؛ این دادگاه اعلام کرد که متهمان حق برخورداری از محاکمه با هیئت منصفه تحت قانون اساسی ایالات متحده را دارند، و بنابراین توسط یک هیئت منصفه آلمانی غربی محاکمه شدند.

### انگلستان و ولز

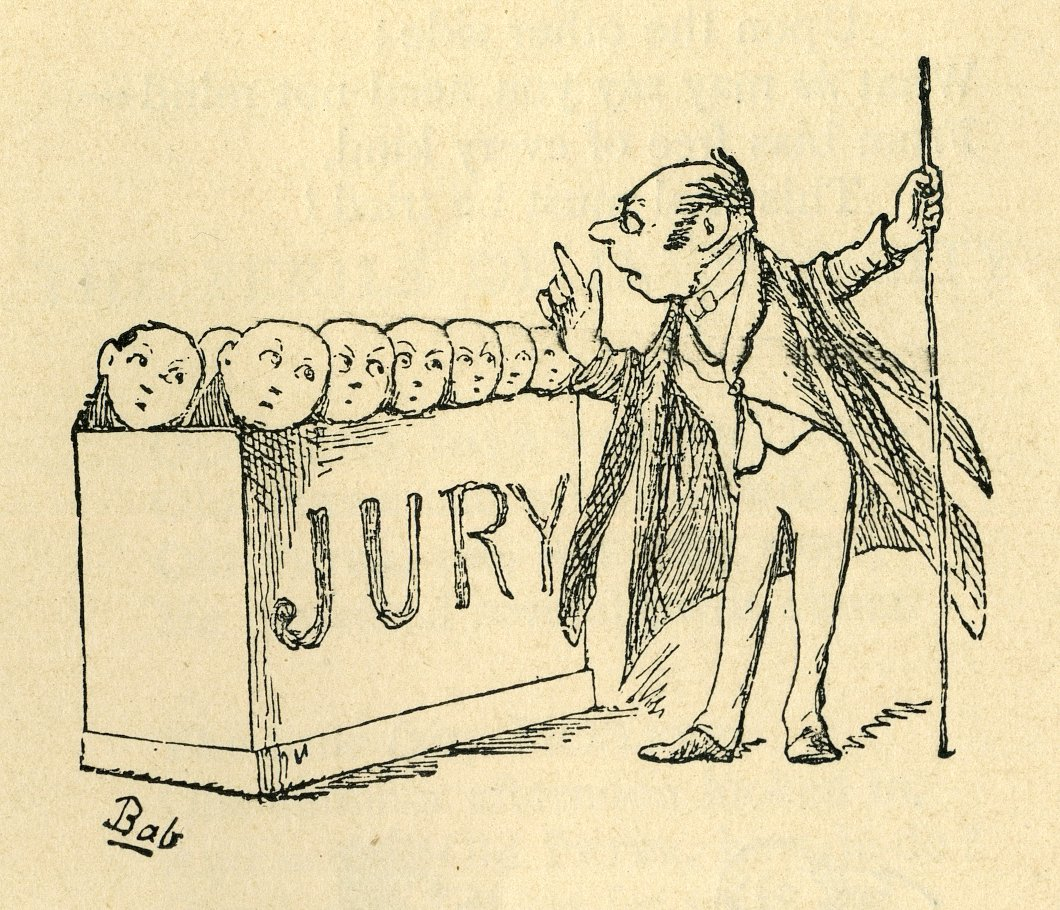
طرحی از نسخه ۱۹۲۰ کتاب «باب بالادز » اثر دبلیو. اس. گیلبرت

بر اساس نظر جورج ماکالی تراولین در کتاب تاریخ مختصر انگلستان، در دوران اشغال وایکینگ‌ها:
"اسکاندیناوی‌ها، زمانی که در مسیر جنگ وایکینگ‌ها نبودند، مردمی اهل دعوی و علاقه‌مند به گردهمایی در  تینگ (مجلس) (مجلس حکومتی) برای شنیدن استدلال‌های حقوقی بودند. آن‌ها وکیل حرفه‌ای نداشتند، اما بسیاری از کشاورزان-جنگجوی آن‌ها، مانند نیال تورگیرسون، سخنگوی حقیقت، در آداب ورسوم مردمی و رویه‌های پیچیده قضایی آن دانش داشتند. یک شهر دانمارکی در انگلستان معمولاً دوازده «مرد قانون» ارثی را به‌عنوان مقامات اصلی خود داشت. دانمارکی‌ها عادت تشکیل کمیته‌هایی از میان مردان آزاد در دادگاه را معرفی کردند، که شاید انگلستان را زمینه‌ای مساعد برای رشد آینده نظام هیئت منصفه کرده باشد، سیستمی که بعدها توسط نورمن‌ها و از رویه‌های فرانکی وارد شد."
پادشاه انگلیسی، «اتلرد بدسگال»، از طریق «قانون وانتیج» (Wantage Code) یک نظام حقوقی اولیه را پایه‌گذاری کرد، که در یکی از بندهای آن مقرر شده بود دوازده تن از «تگن‌ها» (نجیب‌زادگان کوچک) هر «واپنتیک» (واحدی کوچک منطقه‌ای) موظف بودند قسم یاد کنند که بدون تعصب به تحقیق در جرایم خواهند پرداخت. این هیئت منصفه با نوع مدرن متفاوت بود؛ زیرا اعضای آن خود موظف به جمع‌آوری اطلاعات بودند و به جای کسب اطلاعات از طریق دادگاه، خود باید پرونده را بررسی می‌کردند.
در قرن دوازدهم، هنری دوم گام بزرگی در توسعه نظام هیئت منصفه برداشت. هنری دوم سیستمی برای حل اختلافات ملکی با استفاده از هیئت منصفه ایجاد کرد. هیئتی متشکل از دوازده مرد آزاد مأمور شدند تا در این اختلافات داوری کنند. مانند نظام ساکسون، این افراد مسئول کشف حقایق پرونده به صورت مستقل بودند و به جای شنیدن استدلال‌ها در دادگاه، خود باید واقعیت‌ها را بررسی می‌کردند. هنری دوم همچنین چیزی را که امروزه به عنوان «هیئت منصفه بزرگ» شناخته می‌شود، از طریق «قانون کلارندون» معرفی کرد. بر اساس این قانون، هیئتی از مردان آزاد موظف بودند هر جرم شناخته شده در حوزه خود (هر «هاندرد») را به «قاضی سیار» (justice in eyre) گزارش دهند، قاضی‌ای که به‌طور دوره‌ای بین مناطق مختلف حرکت می‌کرد. متهمی که توسط این هیئت منصفه متهم می‌شد، تحت محاکمه به وسیله ور قرار می‌گرفت.
در سال ۱۲۱۵، کلیسا مشارکت روحانیون در محاکمه از طریق ور را ممنوع کرد. بدون مشروعیت مذهبی، این نوع محاکمه از هم فرو پاشید. از آن پس، هیئت منصفه‌هایی که طبق «قوانین اعزامی» (assizes) فعالیت می‌کردند، علاوه بر طرح اتهام، درباره گناهکار بودن نیز تصمیم‌گیری می‌کردند. در همان سال، محاکمه با هیئت منصفه به‌طور صریح به عنوان یک حق در یکی از تأثیرگذارترین بندهای منشور کبیر (Magna Carta) گنجانده شد. بند ۳۹ منشور کبیر چنین می‌گوید:
Nullus liber homo capiatur, vel imprisonetur, aut desseisetur de libero tenemento, vel libertatibus, vel liberis consuetudinibus suis, aut utlagetur, aut exuletur, aut aliquo modo destruatur, nec super eum ibimus, nec super eum mittemus, nisi per legale judicium parium suorum, vel per legem terrae.
این بند توسط لیساندر اسپونر در مقاله‌اش با عنوان محاکمه با هیئت منصفه این‌گونه ترجمه شده است:
هیچ انسان آزادی نباید دستگیر یا زندانی شود، یا از دارایی ملکی، آزادی‌ها، یا رسوم آزاد خود محروم گردد، یا طرد، تبعید، یا به هر طریقی نابود شود؛ و ما نیز با زور یا سلاح علیه او اقدام نخواهیم کرد، مگر از طریق حکم قانونی صادره از سوی هم‌رتبه‌های او، یا طبق قانون سرزمین.
اگرچه در متن آمده است «یا طبق قانون سرزمین»، اما این عبارت به هیچ‌وجه نمی‌تواند چنین تفسیر شود که صرف وجود یک قانون مصوب از سوی پادشاه برای اقدام قانونی علیه یک شهروند کافی است. منظور از «قانون سرزمین» همان قانون مدنی بود که بر پایهٔ رسوم و رضایت رعایای پادشاه جان استوار بود. و از آنجا که در آن زمان پارلمانی وجود نداشت، این بدان معنا بود که نه پادشاه و نه بارون‌ها نمی‌توانستند بدون رضایت مردم قانونی وضع کنند.
بر اساس برخی منابع، در دوران ادوارد سوم، عبارت «طبق قانون سرزمین» جای خود را به «با طی روند قانونی» داد؛ که در آن زمان به معنای محاکمه توسط دوازده نفر از هم‌رتبه‌ها بود.
در سال ۱۲۱۵، منشور کبیر  بیش از پیش حق متهمان را برای دریافت رأی از «مردان معتبر محله» یا «همتایانشان» تضمین کرد و اعلام داشت که:
برای تخلفی جزئی، یک انسان آزاد فقط متناسب با درجهٔ تخلف خود جریمه خواهد شد، و برای تخلفی جدی نیز به همان نسبت، اما نه آن‌قدر سنگین که او را از معیشتش محروم کند. به همین ترتیب، یک بازرگان باید از مصادرهٔ کالاهای تجاری‌اش، و یک کشاورز از گرفتن ابزار کار کشاورزیش در صورتی که به دادگاه سلطنتی احضار شود، معاف گردد. هیچ‌یک از این جریمه‌ها نباید اعمال شود مگر با ارزیابی و سوگند مردان معتبر همان محله.
کنت‌ها و بارون‌ها فقط توسط هم‌رتبه‌های خود و متناسب با شدت جرمشان جریمه خواهند شد.
هر انسانی را که ما بدون حکم قانونی از سوی هم‌رتبه‌هایش از زمین، قلعه، آزادی‌ها یا حقوقش محروم یا بیرون کرده‌ایم، فوراً این موارد را به او بازخواهیم گرداند.

اگر ما مردمان ولز را از زمین‌ها، آزادی‌ها یا هر چیز دیگری در انگلستان یا ولز، بدون حکم قانونی از سوی هم‌رتبه‌هایشان محروم کرده باشیم، این موارد باید فوراً به آن‌ها بازگردانده شود. اختلاف در این موضوع باید در نواحی مرزی (Marches) توسط حکم هم‌رتبه‌ها حل‌وفصل گردد. قانون انگلیس باید در مورد زمین‌های انگلستان، قانون ولز برای زمین‌های ولز، و قانون نواحی مرزی برای زمین
در میانهٔ قرن چهاردهم، افرادی که در هیئت منصفهٔ ارائه‌دهنده (در اصطلاح امروزی، هئیت منصفه عالی) شرکت داشتند، از حضور در هیئت منصفهٔ محاکمه برای همان جرم منع شدند. ( 25 Edw. 3 . Stat 5. c. 3)  (۱۳۵۳). هیئت‌های منصفه در قرون وسطی «خودآگاه» بودند، به این معنا که افراد به‌عنوان منصفه انتخاب می‌شدند چون یا طرفین و جزئیات پرونده را می‌شناختند، یا وظیفه داشتند آن‌ها را کشف کنند. این امر هزینهٔ حقیقت‌یابی را از دوش دولت برمی‌داشت.
با گذر زمان، هیئت‌های منصفهٔ انگلیسی کم‌کم از حالت خودآگاه فاصله گرفتند و بیشتر به اطلاعات ارائه‌شده در دادگاه تکیه کردند. منصفه‌ها تا قرن هفدهم همچنان آزاد بودند که به‌طور مستقل در مورد پرونده تحقیق کنند. پس از گذشت چند دوره پادشاهی مهربان (یا احتمالاً پادشاهی‌هایی که توسط هیئت منصفه و بارون‌ها محدود شده بودند و تنها بر پایهٔ قوانینی حکومت می‌کردند که مورد پذیرش آن‌ها بود)، منشور کبیر به فراموشی سپرده شد و پادشاهان از طریق قضات سلطنتی شروع به گسترش نفوذ خود بر هیئت منصفه و پادشاهی کردند.
دیوید هیوم در کتاب تاریخ انگلستان چیزهایی دربارهٔ اختیاراتی که پادشاهان پس از منشور کبیر گرد آورده بودند، امتیازات تاج‌وتخت، و منابع قدرت عظیمی که در اختیار این پادشاهان بود، بیان می‌کند:
یکی از کهن‌ترین و تثبیت‌شده‌ترین ابزارهای قدرت، دادگاه تالار ستاره بود؛ دادگاهی که اختیار نامحدودی در جریمه‌کردن، زندانی‌کردن و اِعمال مجازات بدنی داشت، و صلاحیت قضایی آن، همه نوع تخلف، بی‌احترامی و بی‌نظمی را که در چارچوب حقوق عرفی نمی‌گنجید، در بر می‌گرفت. اعضای این دادگاه را اعضای شورای خصوصی و قضات تشکیل می‌دادند؛ افرادی که همگی مناصب خود را «به خواست شاه» در اختیار داشتند. و هنگامی که شاه شخصاً در دادگاه حاضر می‌شد، قاضی اصلی و یگانه به شمار می‌رفت و دیگران فقط می‌توانستند مشاوره بدهند.
وجود تنها همین یک دادگاه برای نابود کردن تمام نظام‌های قانونی، منظم و آزادی‌خواهانه در هر حکومتی کافی بود. چرا که چه کسی جرئت می‌کرد در برابر تاج‌وتخت و حکومت بایستد یا داعیهٔ دفاع از آزادی داشته باشد، وقتی که در معرض چنین صلاحیت قضایی خودسرانه‌ای بود؟ به‌سختی می‌توان باور کرد که حتی در سلطنت‌های مطلقهٔ اروپا، دادگاهی به این اندازه غیرقانونی و استبدادی وجود داشته باشد.
در شرایطی که چنین وحشتی بر مردم سایه افکنده بود، هیچ هیئت منصفه‌ای جرئت تبرئهٔ متهمی را نداشت، وقتی که دادگاه مصمم به محکوم‌کردن او بود. همچنین، نداشتن مواجههٔ مستقیم میان شاهدان و متهم، تمام مزیت‌ها را به وکلای دولت می‌داد. و در واقع، به‌ندرت نمونه‌ای در تمام این دوران‌ها یافت می‌شود که شاه یا وزیران او در جریان یک پیگرد قضایی ناکام مانده باشند. هیئت‌های منصفهٔ ترسو و قضاتی که به خواست شاه در مناصبشان بودند، همواره از دیدگاه‌های تاج‌وتخت حمایت می‌کردند.

و از آن‌جا که مجازات هیئت‌های منصفه، مانند جریمه، زندان یا تنبیهات دیگر، صرفاً به تشخیص دادگاه برای صدور رأیی مغایر با دستورالعمل قضات وابسته، امری رایج بود، بدیهی‌ست که در آن دوران، هیئت‌های منصفه هیچ امنیتی برای آزادی شهروندان فراهم نمی‌کردند.
بند نخست این قانون که دادگاه ستار چمبر را لغو کرد، بند مربوط به حق شهروند برای محاکمه توسط همتایان خود را چنین تکرار می‌کند:
«با توجه به منشور بزرگ که بارها در پارلمان تأیید شده است، مقرر گردیده است که هیچ انسان آزادی به زور گرفته یا زندانی نگردد، و مالکیت آزاد یا آزادی‌ها و رسوم آزاد او سلب نشود، یا به تبعید یا تبعیدگاه فرستاده نشود و به هیچ وجه نابود نشود، و پادشاه نیز نباید علیه او اقدام کند یا او را محکوم نماید؛ مگر بر اساس حکم قانونی همتایانش یا طبق قانون کشور ...»
در سال ۱۶۷۰، دو عضو فرقه کوئیکر ، ویلیام پن و ویلیام مید به اتهام تجمع غیرقانونی محاکمه شدند و هیئت منصفه آنها را بی‌گناه تشخیص داد. سپس قاضی هیئت منصفه را به‌دلیل اهانت به دادگاه به خاطر صدور حکمی برخلاف یافته‌های خود مجازات مالی کرد و تا پرداخت جریمه، اعضای هیئت منصفه را به زندان فرستاد. ادوارد باشل، یکی از اعضای هیئت منصفه، با این حکم مخالفت کرد و از دادگاه عمومی درخواست قرار احضار زندانی کرد. رای دادگاه در پرونده باشل این بود که هیئت منصفه نمی‌تواند صرفاً به خاطر رأیی که صادر کرده است، مجازات شود.
بسیاری از مستعمرات بریتانیا، از جمله ایالات متحده، سیستم حقوقی عرفی انگلیس را پذیرفتند که محاکمه با هیئت منصفه بخش مهمی از آن است. محاکمه با هیئت منصفه در پرونده‌های کیفری یکی از حقوق محافظت‌شده در قانون اساسی اولیه ایالات متحده بود و متمم‌های پنجم ، ششم و هفتم قانون اساسی آمریکا این حق را برای محاکمه با هیئت منصفه در امور کیفری و حقوقی گسترش داده‌اند و همچنین برای پرونده‌های جدی، هیئت منصفه بزرگ را مقرر کرده‌اند.

## نقش
در بیشتر حوزه‌های قضایی حقوق عرفی، هیئت منصفه مسئول کشف حقایق پرونده است، در حالی که قاضی وظیفه تعیین و تفسیر قانون را بر عهده دارد. این «همتایان متهم» مسئول شنیدن اختلاف، ارزیابی شواهد ارائه شده، تصمیم‌گیری درباره حقایق و اتخاذ رأی مطابق با قواعد حقوقی و دستورالعمل‌های هیئت منصفه هستند. معمولاً هیئت منصفه تنها در مورد گناهکار یا بی‌گناه بودن متهم حکم می‌دهد و تعیین مجازات واقعی بر عهده قاضی است.

### احکام مختلف

#### روسیه
پس از اصلاحات قضایی الکساندر دوم در روسیه، برخلاف محاکمه‌های هیئت منصفه مدرن، اعضای هیئت منصفه نه تنها درباره گناهکار یا بی‌گناه بودن متهم تصمیم می‌گرفتند، بلکه گزینه سوم نیز داشتند: «گناهکار، اما بدون مجازات»، زیرا الکساندر دوم معتقد بود که عدالت بدون اخلاق نادرست است.

#### فرانسه
در فرانسه و برخی کشورهایی که به همین شیوه سازمان یافته‌اند، هیئت منصفه و چند قاضی حرفه‌ای با هم می‌نشینند تا ابتدا گناهکار بودن متهم را تعیین کنند. سپس، اگر گناه ثابت شود، مجازات مناسب را تعیین می‌کنند.

### دادگاه بدون هیئت منصفه (دادگاه قضات)
برخی حوزه‌های قضایی که دادگاه با هیئت منصفه دارند، به متهم اجازه می‌دهند که حق خود برای محاکمه توسط هیئت منصفه را کنار بگذارد، که منجر به برگزاری محاکمه بدون هیئت منصفه می‌شود. محاکمه توسط هیئت منصفه معمولاً تنها وقتی انجام می‌شود که جرم جدی تلقی شود. در برخی حوزه‌ها مانند فرانسه و برزیل، محاکمه با هیئت منصفه فقط برای شدیدترین جرایم محفوظ و اجباری است و برای پرونده‌های مدنی قابل استفاده نیست. در برزیل، محاکمه با هیئت منصفه در موارد جرایم عمدی علیه حیات، مانند قتل درجه اول و دوم، سقط جنین اجباری و تحریک به خودکشی، حتی در صورت تلاش ناموفق، اعمال می‌شود.
در حوزه‌های دیگر، محاکمه با هیئت منصفه فقط برای پرونده‌های کیفری و برخی پرونده‌های خاص مدنی مانند تعقیب مخرب، کلاهبرداری و حبس غیرقانونی در دسترس است.
در ایالات متحده آمریکا، محاکمه با هیئت منصفه در هر دو نوع پرونده‌های مدنی و کیفری امکان‌پذیر است. در کانادا، فردی که به جرم کیفری قابل تعقیب متهم شده است، می‌تواند انتخاب کند که فقط توسط قاضی در دادگاه استانی، یا فقط توسط قاضی در دادگاه عالی، یا توسط قاضی و هیئت منصفه در دادگاه عالی محاکمه شود؛ جرایم خلاصه‌شده قابل محاکمه توسط هیئت منصفه نیستند. در انگلستان و ولز، جرایم به سه دسته خلاصه، قابل تعقیب و یا هر دو تقسیم می‌شوند؛ محاکمه با هیئت منصفه برای جرایم خلاصه در دسترس نیست (که به‌جای آن روند خلاصه با حضور سه قاضی غیرحرفه‌ای یا یک قاضی منطقه‌ای به تنهایی اجرا می‌شود)، مگر اینکه این جرایم هم‌زمان با جرایم قابل تعقیب یا هر دو که خودشان با هیئت منصفه محاکمه می‌شوند، رسیدگی شوند؛ ولی متهم حق درخواست محاکمه با هیئت منصفه برای جرایم قابل تعقیب یا هر دو را دارد. وضعیت مشابهی در اسکاتلند وجود دارد؛ در حالی که در ایرلند شمالی حتی جرایم خلاصه نیز حق محاکمه با هیئت منصفه دارند، البته با برخی استثناها.
در ایالات متحده، به دلیل اینکه محاکمه‌های هیئت منصفه معمولاً در معرض توجه عمومی قرار دارند، عموم مردم تمایل دارند که تعداد محاکمه‌های هیئت منصفه را بیش از حد واقعی تخمین بزنند. سالانه حدود ۱۵۰٬۰۰۰ محاکمه با هیئت منصفه در دادگاه‌های ایالتی برگزار می‌شود، و همچنین حدود ۵٬۰۰۰ محاکمه با هیئت منصفه در دادگاه‌های فدرال انجام می‌شود. دو سوم این محاکمات جنایی و یک سوم آن‌ها مدنی و «سایر» (مانند خانواده، مقررات شهری، تخلفات رانندگی) هستند. با این حال، اکثریت عظیم پرونده‌های کیفری از طریق پذیرش گناه (plea bargain) حل و فصل می‌شوند، که محاکمه با هیئت منصفه را دور می‌زند.
برخی مفسران معتقدند که سیستم پذیرش گناه (و هزینه‌های بالای محاکمه‌ها) به طور ناعادلانه‌ای متهمان را مجبور می‌کند که حق خود برای محاکمه توسط هیئت منصفه را رها کنند.
دیگران معتقدند که هرگز دوران طلایی محاکمه‌های هیئت منصفه وجود نداشته است، بلکه هیئت‌های منصفه در اوایل قرن نوزدهم (قبل از ظهور سیستم پذیرش گناه) «ناخواسته و بی‌تفاوت بودند، عموماً منابع عمومی را هدر می‌دادند و به دلیل نبود متخصصان آموزش‌دیده، چیزی جز اعترافات کند و طولانی گناه نبودند»، و سیستم پذیرش گناه که در نیمه دوم قرن نوزدهم ظهور کرد، روشی برتر و مقرون‌به‌صرفه‌تر برای رسیدن به نتایج عادلانه بوده است.

## بحث
رابرت برنز استدلال می‌کند که محاکمه با هیئت منصفه انضباط و دقت لازم برای محدود کردن اختیار مطلق قضات و سایر بوروکرات‌ها را فراهم می‌کند. به‌ویژه، او ماهیت رقابتی سیستم آمریکایی را به‌عنوان روشی مؤثرتر برای کشف حقایق نسبت به فرآیند قاضی‌محور در اروپا ستایش می‌کند. او همچنین معتقد است که روبه‌رو بودن در دادگاه علنی می‌تواند انسانیت را به دادگاه بیاورد و تصمیم‌گیرندگان را به یاد بیاورد که همه افراد درگیر انسان‌هایی با روح هستند.

## در کشورهای مختلف
به طور کلی، استفاده از هیئت منصفه در سراسر جهان در حال افزایش است.

### آرژانتین
آرژانتین یکی از نخستین کشورهای آمریکای لاتین است که محاکمه با هیئت منصفه را اجرا کرده است. اگرچه نظام حقوقی آن مدنی است، اما از نوامبر ۲۰۱۵ سیستم هیئت منصفه برای پرونده‌های کیفری جدی ایجاد شده است.

### استرالیا
بند ۸۰ قانون اساسی استرالیا مقرر می‌دارد: «محاکمه برای هر جرم طبق قانون مشترک‌المنافع باید توسط هیئت منصفه انجام شود و هر محاکمه‌ای باید در ایالتی برگزار شود که جرم در آن رخ داده است، و اگر جرم در هیچ ایالتی رخ نداده باشد، محاکمه در مکانی که پارلمان تعیین می‌کند برگزار می‌شود.»
اولین محاکمه‌های هیئت منصفه ۱۲ نفره غیرنظامی در مستعمره نیو ساوت ولز در سال ۱۸۲۴ برگزار شد، پس از تصمیم دادگاه عالی نیو ساوت ولز در ۱۴ اکتبر ۱۸۲۴. قانون اساسی نیو ساوت ولز ۱۸۲۸ (7 & 8 Geo. 4. c. 73) عملاً محاکمه با هیئت منصفه در امور کیفری را متوقف کرد. محاکمه با هیئت منصفه در امور کیفری با تصویب قانون اصلاحیه محاکمه هیئت منصفه ۱۸۳۳ (NSW) (2 ویلیام چهارم شماره 12) دوباره احیا شد.

#### چالش برای اعضای احتمالی هیئت منصفه
سیستم ببین بگو برای بررسی اعضای هیئت منصفه قبل از انتخاب در استرالیا مجاز نیست زیرا حریم خصوصی اعضای هیئت منصفه را نقض می‌کند. بنابراین، اگرچه این حق وجود دارد، حق چالش به دلایل موجه در طی انتخاب هیئت منصفه کمتر به کار می‌رود. چالش‌های بی‌دلیل  معمولاً بر اساس حدس و گمان و احساس وکیل است و نیازی به دلیل ندارد. همه ایالت‌های استرالیا حق چالش بی‌دلیل در انتخاب هیئت منصفه را دارند؛ با این حال، تعداد این چالش‌ها در هر ایالت متفاوت است. تا سال ۱۹۸۷ در نیو ساوت ولز هر طرف در پرونده قتل ۲۰ چالش بی‌دلیل و برای سایر پرونده‌ها ۸ چالش داشت. در سال ۱۹۸۷ این تعداد به ۳ چالش بی‌دلیل برای هر طرف کاهش یافت، که برابر با تعداد در استرالیای جنوبی بود. در کوئینزلند برای همه جرایم ۸ چالش بی‌دلیل برای هر دو طرف مجاز است. ویکتوریا، تاسمانی و قلمرو شمالی اجازه ۶ چالش می‌دهند. استرالیای غربی اجازه ۳ چالش بی‌دلیل برای هر طرف را می‌دهد مگر اینکه بیش از یک متهم وجود داشته باشد که در این صورت دادستان می‌تواند سه برابر تعداد متهمان چالش بی‌دلیل داشته باشد و هر متهم نیز سه چالش بی‌دلیل دارد.

#### آراء اکثریت و آراء اجماعی در محاکمات کیفری
در استرالیا، آراء اکثریت در استرالیای جنوبی، ویکتوریا، استرالیای غربی، تاسمانی، قلمرو شمالی، نیو ساوت ولز و کوئینزلند پذیرفته شده است، در حالی که قلمرو پایتختی استرالیا فقط آراء اجماعی را قبول دارد.
از سال ۱۹۲۷، استرالیای جنوبی اجازه داده است که در محاکمات کیفری اگر در چهار ساعت رأی اجماعی حاصل نشود، آراء اکثریتی به صورت ۱۱ به ۱ (یا ۱۰ به ۱ یا ۹ به ۱ در مواردی که هیئت منصفه کاهش یافته است) صادر شود. این آراء در همه موارد پذیرفته می‌شوند، مگر برای آراء محکومیت در پرونده قتل یا خیانت.
ویکتوریا از سال ۱۹۹۴ آراء اکثریتی با شرایط مشابه پذیرفته است، هرچند تصمیم‌گیری باید حداقل شش ساعت طول کشیده باشد.
استرالیای غربی در سال ۱۹۵۷ آراء اکثریتی را برای همه پرونده‌ها به جز قتل و جرایمی که مجازات حداکثر حبس ابد دارند، پذیرفته است؛ رأی ۱۰-۲ قبول است.
در تسمانی از سال ۱۹۳۶ آراء اکثریتی ۱۰-۲ برای همه موارد به جز قتل و خیانت مجاز است اگر رأی اجماعی ظرف دو ساعت حاصل نشود. از سال ۱۹۴۳، آراء برائت در پرونده قتل و خیانت نیز پذیرفته شده اما باید حداقل شش ساعت بحث صورت گیرد.
قلمرو شمالی از سال ۱۹۶۳ آراء اکثریتی ۱۰-۲، ۱۰-۱ و ۹-۱ را برای همه اتهامات مجاز دانسته است. بحث و بررسی باید حداقل شش ساعت طول کشیده باشد.
قانون هیئت منصفه کوئینزلند ۱۹۹۵ (بند ۵۹F) آراء اکثریتی را برای همه جرایم به جز قتل و جرایمی که مجازات حبس ابد دارند مجاز می‌داند، هرچند تنها اکثریت‌های ۱۱-۱ یا ۱۰-۱ مجاز است.
آراء اکثریتی در نیو ساوت ولز در سال ۲۰۰۶ معرفی شد. در نیو ساوت ولز، رأی اکثریتی فقط زمانی صادر می‌شود که هیئت منصفه حداقل ۱۱ عضو داشته باشد و بحث و بررسی حداقل هشت ساعت یا مدت معقولی که دادگاه با توجه به پیچیدگی پرونده تعیین می‌کند، انجام شده باشد. علاوه بر این، دادگاه باید با سوگند گرفتن از یک یا چند عضو هیئت منصفه اطمینان حاصل کند که با بحث بیشتر رأی اجماعی حاصل نخواهد شد.

### اتریش
اتریش، مانند تعدادی از حوزه‌های قضایی حقوق مدنی اروپایی، در پرونده‌های کیفری جدی، عناصر محاکمه با هیئت منصفه را حفظ کرده است.

### بلژیک
بلژیک، مانند تعدادی از حوزه‌های قضایی حقوق مدنی اروپایی، محاکمه با هیئت منصفه را از طریق دادگاه استیز برای پرونده‌های کیفری جدی، جرایم سیاسی، جرایم مطبوعاتی (به جز موارد مبتنی بر نژادپرستی یا زنوفوبیا)، و جرایم حقوق بین‌الملل مانند نسل‌کشی و جنایت علیه بشریت حفظ کرده است.

### برزیل
برزیل از سال ۱۸۲۲ محاکمه با هیئت منصفه را برقرار کرده و این سیستم هفت قانون اساسی را پشت سر گذاشته است. این محاکمه محدود به حقوق کیفری است، به‌ویژه جرایم عمدی علیه جان انسان.

### کانادا
براساس قانون کانادا، افراد حق دارند برای همه جرایمی که مجازات پنج سال یا بیشتر دارند، محاکمه با هیئت منصفه داشته باشند. قانون کیفری همچنین حق محاکمه با هیئت منصفه را برای بیشتر جرم‌های قابل تعقیب فراهم می‌کند، حتی اگر مجازات کمتر از پنج سال باشد، هرچند این حق فقط برای جرایمی که مجازات پنج سال یا بیشتر دارند، در قانون اساسی تضمین شده است. معمولاً متهم حق انتخاب دارد که محاکمه او فقط توسط قاضی انجام شود یا توسط قاضی و هیئت منصفه؛ اما برای شدیدترین جرایم—مانند قتل، خیانت، تهدید پارلمان، تحریک به شورش، فتنه و دزدی دریایی—محاکمه با هیئت منصفه اجباری است، مگر اینکه دادستان با محاکمه توسط قاضی موافقت کند.

#### کمبود اعضای هیئت منصفه
بند ۶۴۲(۱) قانون کیفری: اگر هیئت منصفه کامل و اعضای جایگزین فراهم نشود، دادگاه می‌تواند به درخواست دادستان به کلانتر یا مأمور مناسب دستور دهد بدون تأخیر افراد مورد نیاز برای تکمیل هیئت منصفه و اعضای جایگزین را احضار کند.
بند ۶۴۲(۲): در صورت لزوم، افراد احضار شده طبق بند (۱) ممکن است به صورت شفاهی احضار شوند.
بند ۶۴۲(۳): نام افراد احضار شده طبق این بند به لیست کلی برای محاکمه افزوده می‌شود و روند احضار، چالش، عذرخواهی و هدایت آن‌ها به همان صورت اعمال می‌شود.

### چین

#### هنگ کنگ
هنگ کنگ، به عنوان مستعمره سابق بریتانیا، دارای سیستم حقوقی کامن لا است. ماده ۸۶ قانون اساسی هنگ کنگ که از ۱ ژوئیه ۱۹۹۷ پس از انتقال حاکمیت هنگ کنگ از بریتانیا به چین به اجرا درآمد، مقرر می‌دارد: «اصل محاکمه با هیئت منصفه که قبلاً در هنگ کنگ اجرا می‌شد، حفظ خواهد شد.»
محاکمات کیفری در دادگاه عالی (هنگ کنگ) با حضور هیئت منصفه برگزار می‌شود. هیئت منصفه معمولاً متشکل از هفت عضو است که می‌توانند با اکثریت پنج نفر رأی صادر کنند.
در دادگاه منطقه‌ای (هنگ کنگ) که قادر به صدور حکم حبس تا هفت سال است، محاکمه با هیئت منصفه وجود ندارد، اگرچه همه دادگاه‌های منطقه‌ای دارای جایگاه هیئت منصفه هستند. نبود هیئت منصفه در دادگاه منطقه‌ای مورد انتقادات شدید قرار گرفته است. کلایو گروسمن، وکیل ارشد در سال ۲۰۰۹ در یک یادداشت اظهار داشت که نرخ محکومیت‌ها «به میزان کره شمالی نزدیک شده است».
بسیاری از پرونده‌های پیچیده تجاری به جای محاکمه با هیئت منصفه در دادگاه عالی، در دادگاه منطقه‌ای مورد رسیدگی قرار می‌گیرند. در سال ۲۰۰۹، لیلی چیانگ، رئیس سابق اتاق بازرگانی هنگ کنگ، درخواست انتقال پرونده‌اش از دادگاه منطقه‌ای به دادگاه عالی برای محاکمه با هیئت منصفه را از دست داد. قاضی رایت در دادگاه نخستین اعلام کرد که حق مطلق به محاکمه با هیئت منصفه وجود ندارد و «تصمیم‌گیری درباره اینکه آیا یک جرم قابل تعقیب باید در دادگاه نخستین با حضور قاضی و هیئت منصفه یا تنها با حضور قاضی در دادگاه منطقه‌ای رسیدگی شود، در اختیار وزیر دادگستری است.» در همان زمان، چیانگ در بیانیه‌ای گفت «از این حکم ناامید شده است زیرا حق محاکمه با هیئت منصفه، فرصتی برای قضاوت توسط هم‌وطنانش و مزایای محافظت‌شده توسط قانون اساسی را از دست داده است.»
در دعاوی حقوقی دادگاه نخستین، محاکمه با هیئت منصفه برای موارد توهین به شخصیت، حبس غیرقانونی، تعقیب بدخواهانه یا اغواگرانه وجود دارد مگر اینکه دادگاه دستور دیگری بدهد. هیئت منصفه می‌تواند در دعاوی حقوقی با رأی اکثریت حکم صادر کند.
دولت می‌تواند طبق قانون امنیت ملی هنگ کنگ، در پرونده‌هایی که «عوامل خارجی دخیل هستند»، «امنیت شخصی اعضای هیئت منصفه و خانواده‌هایشان در خطر است» یا «خطر تحریف عدالت در صورت محاکمه با هیئت منصفه وجود دارد»، دستور محاکمه صرفاً با قاضی صادر کند.

### جمهوری دموکراتیک کنگو

#### پادشاهی کوبا
در پادشاهی کوبا که اکنون بخشی از جمهوری دموکراتیک کنگو است، سیستم محاکمه با هیئت منصفه به طور مستقل پیش از ورود اروپایی‌ها در سال ۱۸۸۴ تأسیس شده بود.

### فرانسه
در فرانسه، متهم فقط در مواردی که به جرم کیفری (جرم به فرانسوی) متهم باشد، حق محاکمه توسط هیئت منصفه دارد. جرایم شامل تمامی تخلفات با مجازات حداقل ۱۰ سال زندان (برای افراد حقیقی) یا جریمه ۷۵,۰۰۰ یورو (برای اشخاص حقوقی) می‌شود. تنها دادگاهی که با هیئت منصفه محاکمه می‌کند، دادگاه آسیز است که در آن سه قاضی حرفه‌ای به همراه شش یا نه منصف (در مرحله تجدیدنظر) حضور دارند. برای محکومیت، اکثریت دوسوم (چهار یا شش رأی) لازم است.

### یونان
کشوری که مفهوم محاکمه با هیئت منصفه را ایجاد کرد، این سیستم را به شکلی غیرمعمول حفظ کرده است. قانون اساسی یونان و قانون آیین دادرسی کیفری مقرر می‌دارند که جرائم سنگین (یونانی: Κακουργήματα) توسط «دادگاه مختلط» متشکل از سه قاضی حرفه‌ای، از جمله رئیس دادگاه، و چهار قاضی غیرحرفه‌ای (منصف) رسیدگی می‌شوند که آنها حق تعیین واقعیت‌ها و مجازات مناسب در صورت محکومیت را دارند. برخی جرائم سنگین، مانند تروریسم، به دلیل ماهیتشان، از صلاحیت "دادگاه‌های مختلط" مستثنی بوده و در هر دو مرحله اول و تجدیدنظر توسط دادگاه تجدیدنظر رسیدگی می‌شوند.

### مجارستان
مجارستان از سال ۱۸۹۷ تا ۱۹۱۹ از سیستم هیئت منصفه استفاده می‌کرد. از سال ۱۹۴۹، سیستم دادگاه مختلط در مجارستان برقرار است. طبق قانون اساسی مجارستان، "قاضیان غیرحرفه‌ای نیز در موارد و به روش‌هایی که در قانون مشخص شده در اداره عدالت شرکت می‌کنند." در این موارد، دادگاه به صورت یک هیئت مرکب از یک قاضی حرفه‌ای به عنوان رئیس هیئت و دو قاضی غیرحرفه‌ای یا دو قاضی حرفه‌ای و سه قاضی غیرحرفه‌ای تصمیم‌گیری می‌کند. قاضیان غیرحرفه‌ای توسط شوراهای شهری انتخاب می‌شوند و باید شهروند مجارستانی بین ۳۰ تا ۷۰ سال باشند که سابقه کیفری نداشته باشند. قاضیان غیرحرفه‌ای همان حقوق و مسئولیت‌های قاضیان حرفه‌ای را دارند، یعنی در صورت اختلاف رأی، رأی آنها تصمیم‌گیرنده خواهد بود. طبق قوانین آیین دادرسی، جوان‌ترین قاضی ابتدا رأی می‌دهد و رئیس هیئت در آخرین مرحله.

### هند
تاریخچه محاکمات هیئت منصفه در هند به دوره هند مستعمراتی بازمی‌گردد. در سال ۱۶۶۵، یک هیئت منصفه کوچک در مدراس متشکل از دوازده منصف انگلیسی و پرتغالی، خانمی به نام آقایسنتیا داوز را که به اتهام قتل خدمتکار برده‌اش محاکمه شده بود، تبرئه کردند.
در دوره حکومت کمپانی هند شرقی بریتانیا، محاکمات هیئت منصفه در مناطق تحت کنترل شرکت در قالب سیستم دادگاه دوگانه اجرا شد. در شهرهای ریاست (مانند کالکاتا، بمبئی و مدراس)، دادگاه جزا از هیئت منصفه برای رسیدگی به متهمان اروپایی و هندی در پرونده‌های کیفری استفاده می‌کرد. خارج از شهرهای ریاست، دادگاه‌های شرکت متشکل از مقامات شرکت هند شرقی، بدون هیئت منصفه به پرونده‌های کیفری و مدنی رسیدگی می‌کردند.
در سال ۱۸۶۰، پس از اینکه تاج‌وتخت بریتانیا کنترل مناطق شرکت هند شرقی در هند را به دست گرفت، قانون جزا هند تصویب شد. یک سال بعد، آیین دادرسی کیفری (هند) در سال ۱۸۶۱ به تصویب رسید. این مقررات جدید تعیین کردند که هیئت منصفه‌های کیفری فقط در دادگاه‌های عالی هند شهرهای ریاست اجباری هستند؛ در سایر نقاط هند بریتانیایی، اختیاری و به ندرت به کار می‌رفتند. در مواردی که متهمان اروپایی یا آمریکایی بودند، حداقل نیمی از اعضای هیئت منصفه باید مردان اروپایی یا آمریکایی می‌بودند، با این استدلال که هیئت منصفه‌ها باید "با احساسات و تمایلات متهم آشنا باشند."
در قرن بیستم، سیستم هیئت منصفه در هند بریتانیایی از سوی مقامات استعماری و فعالان استقلال هند مورد انتقاد قرار گرفت. این سیستم در قانون اساسی هند ۱۹۵۰ ذکر نشده و پس از استقلال هند در سال ۱۹۴۷ در بسیاری از حوزه‌های قضایی به ندرت اجرا شد. در سال ۱۹۵۸، کمیسیون حقوقی هند در چهاردهمین گزارش خود به دولت هند توصیه به لغو آن کرد. محاکمات هیئت منصفه در هند به تدریج طی دهه ۱۹۶۰ حذف شدند و در نهایت با تصویب آیین دادرسی کیفری (هند) ۱۹۷۳ که تا به امروز اجرا می‌شود، خاتمه یافت.
در هند، پارسیان از حق قانونی استفاده از هیئت منصفه در تصمیم‌گیری‌های مربوط به طلاق برخوردارند، که در آن منصفان به صورت تصادفی از جامعه محلی پارسی انتخاب می‌شوند (که در نظام حقوقی هند به آنها "نمایندگان" گفته می‌شود) تا در دعاوی خانوادگی مدنی نظر دهند. این سیستم ترکیبی از هیئت منصفه‌های حقوق کامن لا و شکل پنجاتی راج از حکومت محلی است و نخستین بار در دوره استعمار توسط قانون قانون ازدواج و طلاق پارسیان ۱۹۳۶ به تصویب رسید. پس از استقلال، این قانون در سال ۱۹۸۸ توسط دولت هند اصلاح شد.

### ایرلند
در جمهوری ایرلند که یک حوزه قضایی کامن لا است، محاکمه با هیئت منصفه برای پرونده‌های کیفری در دادگاه‌های دادگاه مداری (ایرلند)، دادگاه عالی (ایرلند)٫ دادگاه مرکزی کیفری و پرونده‌های تهمت که متشکل از دوازده منصف است، وجود دارد.
هیئت منصفه تنها به مسائل واقعی (واقعیت‌ها) رسیدگی می‌کند؛ آنها در تعیین مجازات کیفری نقش ندارند، اما در پرونده‌های توهین به شهرت نقش تعیین غرامت دارند. لازم نیست تصمیم هیئت منصفه در حکم قطعی و متفق‌القول باشد. در پرونده‌های مدنی، تصمیم می‌تواند با اکثریت ۹ نفر از ۱۲ عضو اتخاذ شود. در پرونده کیفری، اگر حداقل یازده منصف حضور داشته باشند و ده نفر از آنها پس از بررسی معقول پرونده به توافق برسند، لازم نیست حکم به اتفاق آرا باشد.
منصفان از میان فهرست منصفان انتخاب می‌شوند که به صورت تصادفی توسط دفتر ثبت شهرستان از فهرست انتخاباتی برگزیده می‌شود. قانون اصلی تنظیم‌کننده انتخاب، وظایف و رفتار هیئت منصفه، قانون هیئت منصفه ۱۹۷۶ است که با قانون حقوق مدنی (مقررات متفرقه) ۲۰۰۸ اصلاح شده و محدودیت سنی بالای ۷۰ سال را حذف کرده است. منصفان حقوق دریافت نمی‌کنند و هزینه سفر نیز داده نمی‌شود، اما در روزهایی که خدمت می‌کنند، ناهار دریافت می‌کنند. همچنین، برای منصفانی که شاغل هستند، کارفرمای آنها موظف است به عنوان حضور در محل کار به آنها حقوق پرداخت کند.

### ایتالیا
دادگاه آزیز متشکل از ۲ قاضی و ۶ نفر غیرحرفه‌ای است که به طور تصادفی از میان شهروندان ایتالیایی ۳۰ تا ۶۵ ساله انتخاب می‌شوند. تنها جرایم جدی مانند قتل توسط دادگاه آزیز رسیدگی می‌شوند.

### ژاپن
در ۲۸ مه ۲۰۰۴، دایت ملی قانونی را تصویب کرد که طبق آن شهروندان منتخب باید در محاکم کیفری برای برخی جرایم شدید به همراه قاضیان حرفه‌ای در تصمیم‌گیری درباره گناه و مجازات شرکت کنند. این شهروندان «سایبان-این» (قاضی غیرحرفه‌ای) نامیده می‌شوند. سیستم سایبان-این از مه ۲۰۰۹ به اجرا درآمد.

### مالزی
مالزی در اول ژانویه ۱۹۹۵ محاکمه با هیئت منصفه را لغو کرد. بی‌طرفی هیئت منصفه سال‌ها مورد سؤال بود، اما لغو آن پس از پرونده جنجالی مونا فندی در ۱۹۹۳ تسریع شد. ماهیت هیجان‌انگیز آن جرم نگرانی‌ها را درباره تأثیر احساسات و تعصبات رسانه‌ای بر آراء هیئت منصفه افزایش داد.

### نیوزیلند
قانون حقوق بشر نیوزیلند ۱۹۹۰ به متهم حق محاکمه با هیئت منصفه را می‌دهد اگر به جرم کیفری با مجازات دو سال زندان یا بیشتر متهم باشد. برای بیشتر جرایم، متهم می‌تواند انتخاب کند که بدون هیئت منصفه و با قاضی تنها محاکمه شود. جرایم جدی «دسته ۴» مانند قتل، قتل غیرعمد و خیانت همیشه با هیئت منصفه رسیدگی می‌شوند، با برخی استثنائات. محاکمات مدنی با هیئت منصفه محدود به پرونده‌هایی است که شامل توهین به شهرت، حبس غیرقانونی یا تعقیب بدخواهانه هستند.
پیش‌تر، در نیوزیلند تصمیمات هیئت منصفه باید به اتفاق آرا گرفته می‌شد، اما از زمان تصویب لایحه آیین دادرسی کیفری در سال ۲۰۰۹، قانون هیئت منصفه ۱۹۸۱ اجازه می‌دهد در شرایط خاصی تصمیمات با اکثریت یک نفر کمتر از کل اعضا (مثلاً ۱۱ به ۱ یا ۱۰ به ۱) صادر شود.

### نروژ
در نروژ، سیستم قضایی بدین صورت است که دادگاه‌های پایین‌تر (tingrett) با یک قاضی و دو قاضی غیرحرفه‌ای تشکیل می‌شوند، یا در پرونده‌های بزرگ‌تر با دو قاضی حرفه‌ای و سه قاضی غیرحرفه‌ای.
تمامی این قضات در صدور حکم محکومیت یا تبرئه و تعیین مجازات‌ها شرکت دارند. اکثریت ساده در همه موارد لازم است، بنابراین قاضیان غیرحرفه‌ای همیشه در تصمیم‌گیری نقش اصلی دارند.
در دادگاه عالی‌تر/تجدیدنظر (lagmannsrett) هیئت منصفه‌ای متشکل از ۱۰ عضو (lagrette) وجود دارد که برای صدور حکم محکومیت حداقل ۷ رأی لازم است. قضات در مباحثات هیئت منصفه نقشی ندارند، اما قبل از آغاز مباحث، قاضی ارشد (lagmann) دستورالعمل‌هایی به هیئت منصفه می‌دهد.
voir-dire معمولاً شامل ۱۶ نامزد منصف است که دادستان و دفاع می‌توانند شش نفر را که نمی‌خواهند در هیئت منصفه باشند رد کنند.
این دادگاه (lagmannsretten) توسط هیئت سه‌نفره قضات (معمولاً یک lagmann و دو lagdommere) اداره می‌شود و اگر ۷ یا بیشتر اعضای هیئت منصفه حکم محکومیت بدهند، تعیین مجازات در جلسه‌ای جداگانه با حضور سه قاضی و رئیس هیئت منصفه (lagrettens ordfører) و سه عضو دیگر هیئت منصفه منتخب به‌صورت قرعه‌کشی انجام می‌شود. به این ترتیب، غیرحرفه‌ای‌ها کنترل هر دو مرحله محکومیت و تعیین مجازات را در دست دارند، چرا که اکثریت ساده برای تعیین مجازات لازم است.
هیئت سه‌نفره قضات می‌تواند حکم محکومیت یا تبرئه هیئت منصفه را در صورت وقوع اشتباه آشکار حقوقی نقض کند. در این حالت، پرونده توسط سه قاضی و چهار قاضی غیرحرفه‌ای رسیدگی می‌شود.
در مه ۲۰۱۵، پارلمان نروژ از دولت خواست که محاکمات با هیئت منصفه را پایان دهد و آنها را با دادگاه بنچ (meddomsrett) شامل دو قاضی حرفه‌ای و پنج قاضی غیرحرفه‌ای جایگزین کند. این تغییرات از مارس ۲۰۲۱ به طور کامل اجرا شده‌اند.

### روسیه
در نظام قضایی روسیه، برای جرائم جدی متهم حق محاکمه با هیئت منصفه شامل ۱۲ منصف را دارد. تعداد محاکمات با هیئت منصفه اندک و حدود ۶۰۰ مورد در سال از یک میلیون محاکمه است. منصف باید حداقل ۲۵ سال سن داشته، از نظر قانونی صالح باشد و سابقه کیفری نداشته باشد. ۱۲ منصف توسط دادستان و دفاع از میان ۳۰ تا ۴۰ نامزد واجد شرایط انتخاب می‌شوند. قانون اساسی روسیه مقرر می‌دارد که تا زمان لغو مجازات اعدام، همه متهمان در پرونده‌هایی که ممکن است منجر به صدور حکم اعدام شود، حق محاکمه با هیئت منصفه دارند. قانونگذاران به تدریج دامنه جرایمی که مشمول هیئت منصفه می‌شوند را کاهش می‌دهند.
آنها شبیه هیئت منصفه‌های حقوق کامن لا هستند و برخلاف قاضی غیرحرفه‌ای، جدا از قضات نشسته و تنها به مسائل واقعیت می‌پردازند، در حالی که قاضی به مسائل حقوقی رسیدگی می‌کند. آنها باید در سه ساعت اول رأی‌گیری به اتفاق آرا حکم دهند، اما پس از آن می‌توانند با اکثریت آراء تصمیم بگیرند، به طوری که ۶ منصف برای تبرئه کافی است. همچنین می‌توانند از قاضی درخواست تخفیف در مجازات کنند.
هیئت منصفه در ۱۵–۲۰٪ موارد حکم برائت صادر کرده‌اند، در حالی که این رقم برای قضات کمتر از ۱٪ است. هیئت منصفه ممکن است رد شود و در مواردی که قرار است حکم صادر شود، منصفه‌های بدبین کنار گذاشته می‌شوند و تبرئه‌ها معمولاً توسط دادگاه‌های بالاتر نقض می‌شود.
محاکمه با هیئت منصفه ابتدا در امپراتوری روسیه پس از اصلاح قضایی الکساندر دوم در ۱۸۶۴ معرفی شد و پس از انقلاب اکتبر ۱۹۱۷ لغو گردید. این سیستم در فدراسیون روسیه در سال ۱۹۹۳ دوباره برقرار شد و در سال ۲۰۰۳ به ۶۹ منطقه دیگر توسعه یافت. بازگرداندن این سیستم با مخالفت دادستان کل مواجه بود.

### سنگاپور
سنگاپور سیستم هیئت منصفه را به طور کامل در سال ۱۹۶۹ لغو کرد، اگرچه محاکمات هیئت منصفه برای جرایم غیرمرگبار ده سال قبل‌تر لغو شده بود. نخست‌وزیر لی کوان یو، که خود وکیل مدافع بود، در گفتگو با بی‌بی‌سی و در خاطراتش دلیل حمایت خود از این سیاست را اینگونه توضیح داد: «من به سیستمی که خرافات، جهل، تعصبات و پیش‌داوری‌های هفت منصف را برای تعیین گناه یا بی‌گناهی مجاز می‌داند، اعتمادی نداشتم.»

### آفریقای جنوبی
سیستم هیئت منصفه در آفریقای جنوبی در سال ۱۹۶۹ با قانون لغو هیئت منصفه، لغو شد. آخرین محاکمه هیئت منصفه در کیمبرلی (آفریقای جنوبی) برگزار شد. برخی کارشناسان قضایی استدلال کرده بودند که سیستم هیئت منصفه‌ای که فقط سفیدپوستان در آن شرکت داشتند (که در آن زمان رواج داشت) به طور ذاتی علیه متهمان «غیرسفید» تعصب داشت (و معرفی هیئت منصفه غیرنژادی در آن زمان از نظر سیاسی غیرممکن بود). اخیراً نیز استدلال شده که علاوه بر تقسیم نژادی، جامعه آفریقای جنوبی با تفاوت‌های طبقاتی و نابرابری‌های درآمد و ثروت قابل توجهی مشخص می‌شود که بازگرداندن سیستم هیئت منصفه را مشکل‌ساز می‌کند. دلایل موافق و مخالف بازگرداندن هیئت منصفه توسط استاد حقوق قانون اساسی آفریقای جنوبی، پروفسور پیِر دو ووس در مقاله‌ای با عنوان «آیا به سیستم هیئت منصفه نیاز داریم؟» بررسی شده است.
در ۲۸ مارس ۲۰۱۴، محاکمه اسکار پیستوریوس به دلیل بیماری یکی از دو قاضی مشاور که به جای هیئت منصفه در مسائل واقعی (نه حقوقی) به قاضی کمک می‌کنند، به تعویق افتاد. سیستم حقوقی بریتانیا دلیلی برای ممانعت از استرداد به این دلیل نمی‌بیند، همان‌طور که در پرونده شرین دویانی مشاهده شد.

### سوئد
در سوئد، هیئت منصفه رایج نیست؛ عموم مردم از طریق قاضیان غیرحرفه‌ای (nämndemän) در دادگاه‌ها نمایندگی می‌شوند. با این حال، متهم حق دارد در دادگاه بدوی (tingsrätt) وقتی به جرم نقض قوانین بنیادی مربوط به آزادی بیان و آزادی مطبوعات متهم شود، در مقابل هیئت منصفه محاکمه شود. اگر شخصی به جرم‌هایی مانند تهمت یا تحریک به نفرت قومی یا نژادی در رسانه‌ای تحت پوشش قوانین بنیادی (مثل روزنامه چاپی یا برنامه رادیویی) متهم شود، حق دارد که اتهامش توسط هیئت منصفه‌ای متشکل از نه عضو رسیدگی شود. این قاعده همچنین در پرونده‌های مدنی (غیر کیفری) تحت قوانین بنیادی اعمال می‌شود. اکثریت حداقل شش نفر از نه عضو هیئت منصفه باید حکم به ارتکاب جرم توسط متهم بدهند. در غیر این صورت، متهم تبرئه یا در پرونده مدنی، مسئول شناخته نمی‌شود. اگر اکثریت هیئت منصفه بر ارتکاب جرم حکم دهند، این نظر برای دادگاه الزام‌آور نیست؛ بنابراین دادگاه (سه قاضی از پنج) می‌تواند متهم را تبرئه یا مسئول نشناسد. تبرئه هیئت منصفه پس از تجدیدنظر قابل نقض نیست، برخلاف حکم «بی‌گناه» در دادگاه ناحیه‌ای. بنابراین، «هم» اکثریت غیرحرفه‌ای و هیئت منصفه باید متهم را محکوم کنند؛ اما اگر دوسوم هیئت منصفه موافق باشند و دادگاه ناحیه‌ای متهم را بی‌گناه بداند، این حکم قابل تجدیدنظر در دادگاه تجدیدنظر است که در آن قضات حرفه‌ای اکثریت را دارند. (اگر پرونده به دیوان عالی سوئد برسد، تنها قضات حرفه‌ای تصمیم می‌گیرند و ممکن است حکم صادر یا حکم دادگاه ناحیه‌ای که توسط دادگاه تجدیدنظر لغو شده را دوباره اعمال کنند.) در این حالت، هیئت منصفه نقشی منحصر به فرد در محدود کردن توان قضات حرفه‌ای برای اکثریت داشتن بر قضات غیرحرفه‌ای در تجدیدنظر ایفا می‌کند.
در فرآیند مدنی سوئد، «قانون انگلیسی» در مورد هزینه‌های دادگاه اعمال می‌شود. پیش‌تر، دادگاهی که با تبرئه هیئت منصفه مخالف بود، می‌توانست هنگام تعیین هزینه‌ها، قانون انگلیسی را نادیده گرفته و به جای آن از «قانون آمریکایی» استفاده کند که هر طرف هزینه‌های خود را بپردازد. این رویه توسط دیوان عالی سوئد در سال ۲۰۱۲ نقض اصل اصل برائت بر اساس ماده ۶ بند ۲ کنوانسیون اروپایی حقوق بشر اعلام شد.

### سوئیس
از سال ۲۰۰۸، تنها قانون آیین دادرسی کیفری کانتون ژنو برای دادگاه‌های واقعی هیئت منصفه پیش‌بینی کرده است. چندین کانتون دیگر — کانتون وو، نوشاتل، کانتون زوریخ و کانتون تیچینو — دادگاه‌هایی مرکب از قضات حرفه‌ای و غیرحرفه‌ای (Schöffengerichte / tribunaux d'échevins) دارند. اما از آنجا که قانون متحد آیین دادرسی کیفری سوئیس که قرار بود در ۲۰۱۱ اجرا شود، پیش‌بینی هیئت منصفه یا قاضیان غیرحرفه‌ای را ندارد، احتمالاً این دادگاه‌ها به زودی منسوخ خواهند شد.

### تایوان
قانون قاضیان شهروند توسط مجلس قانونگذاری در ۲۲ ژوئیه ۲۰۲۲ تصویب، در ۱۲ اوت به امضای رئیس‌جمهور رسید و از ۱ ژانویه ۲۰۲۳ اجرا شد. بر اساس این قانون، قاضیان غیرحرفه‌ای در تایوان به صورت تصادفی به عنوان قاضی شهروند انتخاب می‌شوند که در رسیدگی به پرونده‌ها در کنار قضات حرفه‌ای شرکت می‌کنند. سیستم قاضی شهروند بر اساس سیستم «سایبان-این» ژاپن است که شباهت به سیستم قاضیان غیرحرفه‌ای دارد.

### اوکراین
قوه قضاییه اوکراین امکان محاکمه با هیئت منصفه برای پرونده‌های کیفری که مجازات آنها حبس ابد است در صورت تمایل متهم فراهم می‌کند. اما این به ندرت اتفاق می‌افتد. هیئت منصفه از شهروندان تصادفی تشکیل نمی‌شود، بلکه تنها از کسانی تشکیل می‌شود که قبلاً داوطلب شده و شرایط لازم را دارند.

### پادشاهی متحده
پادشاهی متحده از سه حوزه قضایی مستقل تشکیل شده است، ولی برخی ویژگی‌های مشترک دارند. به‌ویژه سیستم «voir dire» آمریکایی معمولاً وجود ندارد و اعضای هیئت منصفه بدون پرسش پذیرفته می‌شوند. در انگلستان، در پرونده‌های حساس امنیتی، کمی بررسی وجود داشته ولی دادگاه‌های اسکاتلند شدیداً مخالف بررسی اعضای هیئت منصفه هستند.

#### انگلستان و ولز
در انگلستان و ولز (که سیستم قضایی مشترک دارند)، هر کسی که به جرمی متهم شود که مجازات آن بیش از شش ماه حبس باشد، حق محاکمه توسط هیئت منصفه دارد. جرایم جزئی («خلاصه») بدون هیئت منصفه در دادگاه‌های صلح رسیدگی می‌شوند. جرایم متوسط ("قابل رسیدگی با دو روش") یا توسط دادگاه‌های صلح رسیدگی می‌شوند یا متهم می‌تواند انتخاب کند در دادگاه جزا محاکمه با هیئت منصفه داشته باشد. جرایم جدی («تنها قابل رسیدگی توسط دادگاه عالی») باید در دادگاه تاج و توسط هیئت منصفه محاکمه شوند. هیئت منصفه در برخی پرونده‌های مدنی شامل حبس غیرقانونی، تعقیب ناحق و کلاهبرداری مدنی (مگر دستور خلاف قاضی) تشکیل می‌شود. هیئت منصفه در دادگاه‌های کالبدشکافی برای تحقیقات پیچیده‌تر هم حضور دارد. همه هیئت‌های منصفه کیفری ۱۲ نفره‌اند، در دادگاه‌های شهرستان ۸ نفر و در دادگاه کالبدشکافی بین ۷ تا ۱۱ نفر عضو دارند. اعضا باید بین ۱۸ تا ۷۵ سال سن داشته باشند و به صورت تصادفی از فهرست رأی‌دهندگان انتخاب می‌شوند. پیش‌تر رأی‌گیری باید اتفاق نظر کامل بود، اما اکنون اگر هیئت منصفه پس از مدت مشخص به توافق نرسد، قاضی می‌تواند اجازه دهد رأی با اکثریت ۱۰ به ۲ گرفته شود. این تغییر برای سخت‌تر کردن دستکاری در هیئت منصفه طراحی شده است.
در ۱۹۹۹، وزیر کشور بریتانیا، جک استراو طرح جنجالی برای محدود کردن حق محاکمه توسط هیئت منصفه ارائه داد. این طرح تبدیل به قانون عدالت کیفری ۲۰۰۳ شد که تلاش داشت حق محاکمه توسط هیئت منصفه را در پرونده‌های دستکاری هیئت منصفه یا کلاهبرداری پیچیده بردارد. بخش مربوط به محاکمه بدون هیئت منصفه برای جلوگیری از دستکاری موفق شد و از ۲۰۰۷ اجرا شد؛ اما بخش مربوط به کلاهبرداری پیچیده رد شد. لرد گلداسمیت، دادستان کل وقت، طرح طرح محاکمه‌های بدون هیئت منصفه در پرونده‌های کلاهبرداری را دنبال کرد که هدفش حذف محاکمه توسط هیئت منصفه در پرونده‌های بزرگ کلاهبرداری بود. این طرح با انتقاد شدید دو طرف مجلس عوام مواجه شد و در نوامبر ۲۰۰۶ از تصویب مرحله دوم گذشت اما در مارس ۲۰۰۷ در مجلس اعیان رد شد.
اولین پرونده مهم بدون هیئت منصفه پس از ۳۵۰ سال در سال ۲۰۰۹ مجوز رسیدگی گرفت. سه محاکمه قبلی متهمان به دلیل دستکاری هیئت منصفه متوقف شده بود و رئیس کل دادگستری انگلستان و ولز، لرد جاج، هزینه و فشار اضافی بر هیئت منصفه را دلیل ادامه بدون هیئت منصفه اعلام کرد. پیش از این، در پرونده‌های نگرانی درباره دستکاری، اعضای هیئت منصفه گاهی در هتل نگهداری می‌شدند. مدیر سیاست‌های گروه مدافع حقوق لیبرتی، ایزابلا سانکی گفت: «این یک پیش‌درآمد خطرناک است. حق محاکمه توسط هیئت منصفه فقط یک اصل مقدس نیست، بلکه روشی است که اطمینان می‌دهد یک طبقه مردم بر طبقه دیگر حکم نکند و اعتماد عمومی به نظام عدالت باز و نماینده برقرار باشد.»
محاکمه در ۲۰۱۰ آغاز شد و چهار متهم در ۳۱ مارس ۲۰۱۰ توسط قاضی تریسی در دادگاه اولد بیلی محکوم شدند.

#### جبل‌الطارق
جبل‌الطارق به عنوان حوزه قضایی حقوق عرفی، محاکمه با هیئت منصفه مشابه انگلستان و ولز را حفظ کرده، با این تفاوت که هیئت منصفه شامل ۹ غیرحرفه‌ای به جای ۱۲ نفر است.

#### اسکاتلند
در حقوق اسکاتلند سیستم هیئت منصفه شباهت‌هایی به انگلستان دارد اما تفاوت‌های مهمی نیز هست؛ به‌ویژه هیئت منصفه‌های کیفری ۱۵ نفره هستند و رأی‌گیری به صورت اکثریت ساده انجام می‌شود.

#### ایرلند شمالی
در ایرلند شمالی، نقش محاکمه با هیئت منصفه تقریباً مشابه با انگلستان و ولز است، به‌جز این‌که در مواردی که اتهام تروریستی مطرح است، محاکمه‌های با هیئت منصفه جای خود را به دادگاه‌هایی داده‌اند که قاضی به‌تنهایی دادرسی می‌کند. این دادگاه‌ها به نام دادگاه دیپلاک شناخته می‌شوند. دادگاه‌های دیپلاک در ایرلند شمالی برای جرایم مرتبط با تروریسم رایج هستند.
دادگاه‌های دیپلاک در دههٔ ۱۹۷۰ و در دوران درگیری‌های ایرلند شمالی به منظور کنار گذاشتن بازداشت‌های بدون محاکمه عملیات دمتریوس و به دلیل ادعاهایی مبنی بر تهدید و ارعاب هیئت‌های منصفه ایجاد شدند، اگرچه این ادعا مورد مناقشه است. این دادگاه‌ها در سال ۲۰۰۷ تعطیل شدند، اما بین ۱ اوت ۲۰۰۸ تا ۳۱ ژوئیه ۲۰۰۹، ۱۳ محاکمه بدون هیئت منصفه برگزار شد که از ۲۹ مورد در سال قبل کاهش یافته بود، در حالی که در اوج خود به ۳۰۰ مورد در سال می‌رسید.

### ایالات متحده
در حوزه‌های قضایی ایالات متحده، در دسترس بودن محاکمه با هیئت منصفه متفاوت است. چون نظام حقوقی ایالات متحده در زمان انقلاب آمریکا از نظام حقوقی انگلستان جدا شد، نوع پرونده‌هایی که در آن‌ها از هیئت منصفه استفاده می‌شود، بستگی به این دارد که آیا آن نوع از پرونده‌ها در آن زمان طبق حقوق انگلستان توسط هیئت منصفه محاکمه می‌شدند یا نه، و نه بر اساس روش‌های فعلی دادگاه‌های انگلستان. برای مثال، در آن زمان، «دادگاه‌های قانون» در انگلستان، پرونده‌های مربوط به خسارات مالی و قراردادها را با هیئت منصفه بررسی می‌کردند، در حالی که «دادگاه‌های عدالت» که به پرونده‌های مدنی غیرمالی مانند صدور دستور قضایی می‌پرداختند، هیئت منصفه نداشتند.
در نتیجه، این شیوه در قوانین مدنی آمریکا ادامه دارد، اما در حقوق معاصر انگلستان، تنها دعاوی کیفری و برخی تحقیقات رسمی ممکن است توسط هیئت منصفه رسیدگی شوند.
یکی از ویژگی‌های خاص محاکمه با هیئت منصفه در ایالات متحده این است که رأی در پرونده‌های کیفری باید اجماعی باشد.
حق برخورداری از محاکمه با هیئت منصفه در اصل سوم قانون اساسی ایالات متحده آمریکا آمده است، که می‌گوید: «محاکمه همه جرایم... باید توسط هیئت منصفه انجام شود.» این حق با متمم ششم قانون اساسی ایالات متحده گسترش یافت که می‌گوید: «در تمام محاکمات کیفری، متهم حق برخورداری از یک محاکمه سریع و علنی توسط هیئت منصفه بی‌طرف را خواهد داشت.»
بر اساس متمم چهاردهم قانون اساسی ایالات متحده، این حقوق به ایالت‌ها نیز تسری پیدا کرده است. بیشتر قوانین اساسی ایالتی نیز در جرایم جزئی‌تر حق محاکمه با هیئت منصفه را می‌دهند، اگرچه در مواردی که فقط جریمه نقدی در کار است، این حق غالباً حذف شده است. دیوان عالی حکم کرده که اگر مدت حبس کمتر از شش ماه باشد، الزام به محاکمه با هیئت منصفه وجود ندارد.
طبق قوانین فدرال، اگر متهم حق محاکمه با هیئت منصفه را دارد، می‌تواند از آن صرف‌نظر کند، اما دولت (دادستان) و دادگاه نیز باید با این صرف‌نظر موافقت کنند. برخی ایالت‌ها برای همه جرایم (چه سبک و چه سنگین) محاکمه با هیئت منصفه را الزامی کرده‌اند.
در پرونده‌های آپرندی علیه نیوجرسی و بلکلی علیه واشینگتن، دیوان عالی ایالات متحده حکم داد که متهم در پرونده کیفری نه تنها در مورد جرم یا بی‌گناهی، بلکه در مورد هر موضوعی که موجب افزایش مجازات فراتر از سقف قانونی می‌شود، حق دارد محاکمه با هیئت منصفه داشته باشد.
هیئت منصفه باید به صورت اجماعی (همه اعضا) درباره گناهکار بودن یا بی‌گناه بودن تصمیم بگیرند. اگر هیئت به نتیجه نرسد (هیئت منصفه مردد یا "hung jury")، متهم آزاد می‌شود؛ اما اتهامات از بین نمی‌رود و دولت می‌تواند دوباره آن‌ها را مطرح کند.
در برخی ایالت‌ها، اعضای هیئت منصفه از طریق فهرست رأی‌دهندگان و گواهینامه‌های رانندگی انتخاب می‌شوند. فرمی برای افراد ارسال می‌شود تا درباره تابعیت، ناتوانی‌های احتمالی، توانایی درک زبان انگلیسی و دلایل احتمالی برای معافیت از خدمت در هیئت منصفه پاسخ دهند. اگر صلاحیت داشته باشند، برایشان احضاریه فرستاده می‌شود.
حقوق عرفی انگلستان و قانون اساسی ایالات متحده، محاکمه با هیئت منصفه را یک حق مدنی یا آزادی مدنی بنیادین می‌دانند که به متهم اجازه می‌دهد انتخاب کند که قاضی تصمیم‌گیر باشد یا هیئت منصفه.
در ایالات متحده، معمولاً هیئت منصفه درباره مسائل واقعی تصمیم می‌گیرد و قاضی درباره مسائل حقوقی حکم می‌دهد. با این حال، در پرونده معروف اسپارف و همکاران علیه ایالات متحده در سال ۱۸۹۵، قاضیان مخالف بیان کردند: «باور راسخ ما این است که هیئت منصفه در پرونده کیفری درباره گناهکار بودن یا نبودن، حق و توان تصمیم‌گیری درباره همه مسائل، چه حقوقی و چه واقعی، را دارند.»
این موضوع که هیئت منصفه بتواند قوانین را نادیده بگیرد و طبق وجدان خود حکم دهد، به ابطال توسط هیئت منصفه مشهور است. اگر چنین کاری برخلاف اصل خطر مجدد تعقیب کیفری باشد، قاضی نمی‌تواند تصمیم آن‌ها را نقض کند.
با این حال، قاضی می‌تواند رأی محکومیت را در صورتی که با شواهد پشتیبانی نشود لغو کند، اما نمی‌تواند رأی به نفع متهم را باطل کند.
در پرونده پرونده بوشل مشخص شد که قاضی نمی‌تواند هیئت منصفه را مجبور به صدور حکم محکومیت کند، حتی اگر شواهد قوی باشد. در دعاوی مدنی، ممکن است رأی خاص صادر شود، اما در دعاوی کیفری رأی کلی صادر می‌شود، چون رأی خاص ممکن است به هیئت منصفه فشار وارد کند و هدف تاریخی هیئت، تعدیل قوانین با عقل سلیم در مورد پرونده خاص است. به همین دلیل، هیوگو بلک و ویلیام او. داگلاس از رأی‌های خاص حتی در پرونده‌های مدنی انتقاد کرده‌اند.
بحث زیادی درباره مزایا و معایب نظام هیئت منصفه، صلاحیت اعضای آن در سنجش حقیقت، و یکپارچگی یا بی‌ثباتی در عدالت ارائه‌شده توسط آن‌ها وجود دارد.
یکی از نویسندگان هیئت منصفه را «آزمایشی مهیج و دلیرانه در امور جدی انسانی» توصیف کرده است. چون آن‌ها داور حقیقت هستند، گاهی انتظار می‌رود نقش دروغ‌سنج را نیز ایفا کنند، مخصوصاً هنگام شنیدن شهادت‌ها.
هیئت منصفه مدنی معمولاً شامل ۶ تا ۱۲ نفر است. در یک دعوای مدنی، وظیفه هیئت منصفه این است که به شواهد ارائه‌شده در دادگاه گوش دهد، تصمیم بگیرد که آیا خوانده به خواهان آسیبی رسانده یا تعهد قانونی خود را نقض کرده است یا خیر، و تعیین کند که میزان خسارت یا جریمه چه باید باشد.
هیئت منصفه کیفری معمولاً از ۱۲ عضو تشکیل شده، اگرچه در پرونده‌های با جرایم سبک‌تر ممکن است تعداد کمتری باشند. هیئت منصفه کیفری تصمیم می‌گیرد که آیا متهم جرم مورد اتهام را مرتکب شده است یا نه. در چند ایالت جنوبی، هیئت منصفه مجازات را تعیین می‌کند، اما در بیشتر ایالت‌ها و در سطح فدرال، این کار بر عهده قاضی است.
تا پیش از سال ۲۰۲۰، طبق قوانین اکثر ایالت‌ها، آراء در پرونده‌های کیفری باید به اتفاق آرا صادر می‌شد، به جز در اورگن و لوئیزیانا. در اورگن، اکثریت ۱۰ به ۲ برای صدور حکم کافی بود، به‌جز در جرایم سرمایه (مانند قتل)، که در آن‌ها اجماع لازم بود. در لوئیزیانا نیز تا پیش از اصلاحیه قانون اساسی ایالتی، رأی اجماعی در پرونده‌های جنایی شدید لازم نبود. این اصلاحیه مقرر کرد که از سال ۲۰۱۹ به بعد، هیئت منصفه باید برای محکوم کردن، اجماعی باشد.
اما در پرونده راموس علیه لوئیزیانا که در آوریل ۲۰۲۰ صادر شد، دیوان عالی ایالات متحده حکم داد که در محکومیت جرایم شدید، رأی هیئت منصفه باید اجماعی باشد. این رأی، قوانین پیشین ایالت‌های اورگن و لوئیزیانا را که اجازه رأی غیر اجماعی می‌دادند، باطل کرد.
در پرونده‌های مدنی، قانون (یا توافق طرفین) ممکن است اجازه صدور رأی غیر اجماعی را بدهد.
مشورت‌های هیئت منصفه در خلوت انجام می‌شود و از دید و شنیدن قاضی، طرفین، شهود و دیگر افراد حاضر در دادگاه دور نگه داشته می‌شود.
هر پرونده‌ای واجد شرایط محاکمه با هیئت منصفه نیست. به‌عنوان مثال، در اکثر ایالت‌های آمریکا، در دعاوی خانواده‌ای که مربوط به سلب حضانت نیستند (مانند طلاق یا تغییر حضانت)، حق محاکمه با هیئت منصفه وجود ندارد.
از سال ۱۹۷۸، یازده ایالت در آمریکا اجازه داده‌اند که در جنبه‌هایی از پرونده‌های طلاق، هیئت منصفه حضور داشته باشد: کلرادو، جورجیا، ایلینوی، لوئیزیانا، مین، نوادا، نیویورک، کارولینای شمالی، تنسی، تگزاس و ویسکانسین. اکثر این ایالت‌ها فقط اجازه می‌دهند هیئت منصفه درباره دلایل طلاق یا استحقاق طلاق تصمیم بگیرد. ایالت تگزاس بیشترین دامنه را برای حضور هیئت منصفه در دعاوی خانواده فراهم کرده و حتی در موضوعاتی مانند حضانت فرزند هم اجازه محاکمه با هیئت منصفه می‌دهد.
با این حال، هر شخصی که به جرم کیفری، نقض قرارداد یا تخلف فدرال متهم شود، طبق قانون اساسی، حق دارد از محاکمه با هیئت منصفه برخوردار باشد.

#### روند دادرسی مدنی
حق محاکمه با هیئت منصفه در یک پرونده مدنی در دادگاه فدرال در متمم هفتم مورد توجه قرار گرفته است. با این حال، مهم است که بدانیم متمم هفتم تضمینی برای داشتن محاکمه با هیئت منصفه در دادگاه‌های ایالتی ارائه نمی‌دهد (اگرچه اکثر قانون اساسی‌های ایالتی چنین حقی را تضمین کرده‌اند). متمم هفتم اعلام می‌دارد: «در دعاوی حقوق عرفی که ارزش مورد اختلاف از بیست دلار تجاوز کند، حق محاکمه با هیئت منصفه حفظ خواهد شد و هیچ واقعه‌ای که توسط هیئت منصفه رسیدگی شده باشد، در هیچ دادگاه ایالات متحده مورد بازبینی قرار نخواهد گرفت مگر مطابق با قواعد حقوق عرفی.» در کتاب «شرح قانون اساسی ایالات متحده» نوشتهٔ جوزف استوری در سال ۱۸۳۳ آمده است: «[این متمم] یک اصلاحیه بسیار مهم و ارزشمند است؛ و این امتیاز گرانبهای محاکمه با هیئت منصفه در دعاوی مدنی را به عنوان یک حق اساسی قانون اساسی، که به‌سختی از اهمیت محاکمه در دعاوی کیفری کمتر است، تثبیت می‌کند؛ امتیازی که همگان آن را برای آزادی سیاسی و مدنی ضروری می‌دانند.»
متمم هفتم هیچ حقی برای محاکمه با هیئت منصفه ایجاد یا تضمین نمی‌کند؛ بلکه فقط حقی که در دادگاه‌های فدرال در سال ۱۷۹۱ طبق حقوق عرفی وجود داشت را حفظ می‌کند. در این زمینه، حقوق عرفی به نظام حقوقی‌ای اشاره دارد که ایالات متحده از انگلستان به ارث برده است. در انگلستان سال ۱۷۹۱، دعاوی مدنی به دعاوی در حقوق (law) و دعاوی در انصاف (equity) تقسیم می‌شدند. دعاوی در حقوق حق داشتن هیئت منصفه داشتند، در حالی‌که دعاوی در انصاف چنین حقی نداشتند. قواعد فدرال آیین دادرسی مدنی در ماده ۲ بیان می‌کند: «یک نوع دعوی وجود دارد—دعوی مدنی»، که تمایز بین حقوق و انصاف را از بین می‌برد. امروزه، در دعاوی که در سال ۱۷۹۱ «حقوقی» محسوب می‌شدند، حق هیئت منصفه وجود دارد؛ اما در دعاوی «انصافی»، چنین حقی وجود ندارد. با این حال، قانون فدرال آیین دادرسی مدنی ماده ۳۹(ج) به دادگاه اجازه می‌دهد در صورت صلاح‌دید از هیئت منصفه استفاده کند.
برای تعیین اینکه آیا دعوی در سال ۱۷۹۱ حقوقی یا انصافی بوده است، ابتدا باید به نوع دعوی و اینکه آیا در آن زمان «حقوقی» یا «انصافی» محسوب می‌شد توجه کرد. سپس باید نوع جبران خواسته‌شده بررسی شود. خسارات مالی تنها به عنوان یک راه‌حل حقوقی در نظر گرفته می‌شد و در نتیجه مستحق هیئت منصفه بود. راه‌حل‌های غیرمالی مانند دستور موقت، فسخ قرارداد و اجرای عین تعهد همگی راه‌حل‌های انصافی بودند، بنابراین در اختیار قاضی قرار داشتند، نه هیئت منصفه. در پرونده شرکت تئاترهای بیکن علیه وست‌اوور، دیوان عالی ایالات متحده در مورد حق محاکمه با هیئت منصفه بحث کرد و حکم داد که وقتی هر دو نوع دعاوی انصافی و حقوقی مطرح می‌شوند، حق محاکمه با هیئت منصفه برای دعوی حقوقی همچنان وجود دارد، که باید قبل از رسیدگی قاضی به دعوی انصافی توسط هیئت منصفه رسیدگی شود.
طبق قانون اساسی ایالات متحده، حقی بر مبنای متمم هفتم برای داشتن محاکمه با هیئت منصفه در دادگاه‌های ایالتی وجود ندارد، اما در عمل تقریباً همه ایالت‌ها به جز لوئیزیانا، که نظام حقوق مدنی دارد، اجازه محاکمه با هیئت منصفه را در دعاوی مدنی در دادگاه‌های ایالتی می‌دهند، به‌طور مشابه با آنچه متمم هفتم برای دادگاه‌های فدرال مقرر می‌کند. حق محاکمه با هیئت منصفه در دعاوی مدنی به ایالت‌ها تسری نمی‌یابد، مگر زمانی که دادگاه ایالتی در حال اجرای یک حق فدرالی باشد که محاکمه با هیئت منصفه بخشی اساسی از آن حق تلقی شود.
دادگاه با در نظر گرفتن تمام دعاوی مطرح‌شده توسط همه طرف‌ها دربارهٔ حق داشتن هیئت منصفه تصمیم می‌گیرد. اگر خواهان فقط دعاوی انصافی مطرح کند اما خوانده دعاوی متقابل حقوقی داشته باشد، دادگاه محاکمه با هیئت منصفه را مجاز می‌داند. مطابق با پرونده تئاترهای بیکن، هیئت منصفه ابتدا دربارهٔ حقایق تصمیم می‌گیرد، سپس قاضی دربارهٔ دعاوی انصافی حکم صادر می‌کند.
در پی سنت انگلیسی، هیئت‌های منصفه در ایالات متحده معمولاً متشکل از ۱۲ عضو بوده‌اند و معمولاً لازم بوده است که رأی هیئت به‌طور اجماعی صادر شود. با این حال، در بسیاری از حوزه‌های قضایی، این تعداد به عدد کمتری (مانند پنج یا شش نفر) کاهش یافته است، چه از طریق قانون‌گذاری یا توافق دو طرف. پیش از پرونده راموس علیه لوئیزیانا که حکمی از دیوان عالی در سال ۲۰۲۰ بود، برخی حوزه‌ها اجازه می‌دادند رأی با وجود مخالفت یک، دو یا سه نفر از اعضای هیئت صادر شود. اما پس از آن، تمام حوزه‌های قضایی ملزم به اجماع کامل برای صدور رأی شدند.

#### صرف‌نظر از محاکمه با هیئت منصفه
اکثر قریب به اتفاق پرونده‌های کیفری در ایالات متحده با رأی هیئت منصفه به پایان نمی‌رسند، بلکه از طریق مذاکره خاتمه می‌یابند. هم دادستانها و هم متهمان معمولاً علاقهٔ شدیدی به حل و فصل پرونده کیفری از طریق مذاکره و به دست آوردن معامله اعترافی دارند. اگر متهم از محاکمه با هیئت منصفه صرف‌نظر کند، محاکمه در حضور قاضی (محاکمه بدون هیئت منصفه) برگزار می‌شود.
برای پرونده‌های مدنی، درخواست محاکمه با هیئت منصفه باید در مدت زمان مشخصی طبق ماده ۳۸ آیین دادرسی مدنی فدرال مطرح شود.
در دادگاه‌های فدرال ایالات متحده، حق مطلق برای صرف‌نظر از محاکمه با هیئت منصفه وجود ندارد. طبق ماده ۲۳(a) آیین دادرسی کیفری فدرال, فقط در صورتی متهم می‌تواند از حق هیئت منصفه صرف‌نظر کند که هم دادستان و هم دادگاه موافقت کنند. با این حال، اکثر ایالت‌ها به متهم حق مطلق صرف‌نظر از محاکمه با هیئت منصفه را می‌دهند، و این نوع صرف‌نظرها در قراردادهای معمولی رایج شده‌اند؛ همان‌طور که یک مقالهٔ ۲۰۰۴ در وال استریت ژورنال بیان می‌کند:
سال‌هاست که برای اجتناب از روند کند دستگاه قضایی ایالات متحده، بسیاری از شرکت‌های آمریکایی مشتریان و کارکنان خود را مجبور به توافق برای حل و فصل اختلافات خارج از دادگاه و از طریق داوری خصوصی کرده‌اند... اما هزینه‌های رو به افزایش داوری باعث شده است برخی شرکت‌ها تصمیم بگیرند که بهتر است در نهایت اختلافات را در دادگاه مطرح کنند، به شرطی که مجبور نباشند با هیئت منصفه مواجه شوند. تاکتیک جدید این است که اختلافات را به دادگاه ببرند، اما فقط در حضور قاضی شنیده شوند.
این مقاله ادامه می‌دهد:
لیست شامل قراردادهای اجاره مسکونی، توافق‌نامه‌های حساب‌های جاری، وام‌های خودرو و قراردادهای رهن است. شرکت‌هایی که معتقدند هیئت منصفه‌ها جانب‌دارانه به نفع شاکیان عمل می‌کنند، امیدوارند این رویکرد شانس پیروزی‌شان در دادگاه را افزایش دهد. منتقدان می‌گویند این امر به ناحق دسترسی شهروندان به تمام گزینه‌های قانونی تضمین‌شده توسط قانون اساسی را محدود می‌کند.
از زمان انتشار این مقاله در سال ۲۰۰۴، این رویه در آمریکا بسیار رواج یافته و به‌ویژه در قراردادهای آنلاین، اضافه کردن چنین صرف‌نظرهایی از محاکمه با هیئت منصفه در قراردادهای کاربری نرم‌افزار یا حتی فقط بازدید از یک وبسایت بسیار معمول شده است. این رویه به این معنی است که اگرچه چنین صرف‌نظرهایی ممکن است در یک حوزه قضایی—مثلاً ایالات متحده—دارای اعتبار قانونی باشند، اما در حوزه قضایی که رأی در آن بدون هیئت منصفه (یا حتی بدون حضور متهم یا نماینده قانونی وی به صورت غیابی) صادر می‌شود، ممکن است با قانون آن حوزه—مثلاً بریتانیا که متهم در آن اقامت دارد—مخالف باشد. برای نمونه:
حکم پروندهٔ R v Jones [۲۰۰۲] UKHL 5 صادر شده توسط مجلس اعیان بریتانیا بریتانیا (در بخش ۵۵) بیان می‌کند: «موضوع باید با بررسی نحوهٔ رسیدگی دادگاه‌ها به این مشکل طبق رویه کیفری انگلیس و تصمیم‌گیری درباره اینکه آیا متهم محاکمه‌ای عادلانه داشته است یا خیر، تعیین شود.»

#### محاکمه‌های هیئت منصفه: فسخ حقوق والدینی
تنها پنج ایالت از ۵۰ ایالت ایالات متحده، محاکمه با هیئت منصفه را برای پرونده‌هایی که دولت قصد دارد رابطهٔ والد-فرزند را به‌طور قانونی قطع کند، الزامی یا مجاز می‌دانند: اوکلاهما، تگزاس، ویرجینیا، ویسکانسین، و وایومینگ. در ویرجینیا، هیئت منصفه «هیئت منصفه مشورتی» نامیده می‌شود. در ۴۶ حوزه قضایی دیگر، قوانین، رویه‌های قضایی، یا عرف محلی به‌طور مشخص محاکمه با هیئت منصفه را در پرونده‌های فسخ حقوق والدینی ممنوع کرده‌اند. سرنوشت خانواده وقتی که محاکمه با هیئت منصفه برگزار نشود، به‌طور انحصاری در دست یک قاضی قرار دارد.

## مآخذ
- Casper, Gerhard; Zeisel, Hans (ژانویه ۱۹۷۲). "قضات داوطلب در دادگاه‌های کیفری آلمان". Journal of Legal Studies. 1 (1): 135–191. doi:10.1086/467481. JSTOR 724014. S2CID 144941508.
- Jehle, Jörg-Martin; وزارت دادگستری فدرال آلمان (2009). عدالت کیفری در آلمان. Forum-Verl. ISBN 978-3-936999-51-8.
- Delmas-Marty, Mireille (2002). روندهای کیفری اروپایی. Cambridge University Press. ISBN 978-0-521-59110-2.
- Bell, John (2006). دستگاه‌های قضایی در اروپا: بررسی تطبیقی. Cambridge University Press. ISBN 978-0-521-86072-7.
- Wolfe, Nancy Travis (دسامبر ۱۹۹۴). "قضات داوطلب در دادگاه‌های کیفری آلمان: تغییرات یک نهاد". Proc. Am. Philos. Soc. ۱۳۸ (۴): 495–515. JSTOR 986849.
- Malsch, Marijke (2009). دموکراسی در دادگاه‌ها: مشارکت داوطلبانه در نظام‌های کیفری اروپایی. Ashgate Publishing. ISBN 978-0-7546-7405-4.
- Vogler, Richard (2005). دیدگاه جهانی در عدالت کیفری. International and Comparative Criminal Justice. Ashgate Publishing. ISBN 978-0-7546-2467-7.
- Kahn-Freund, Otto (ژانویه ۱۹۷۴). "کاربردها و سوءاستفاده‌ها در حقوق تطبیقی". Modern Law Review. ۳۷ (۱): 1–27. doi:10.1111/j.1468-2230.1974.tb02366.x. JSTOR 1094713.
- Wolff, Hans Julius (ژوئن ۱۹۴۴). "عدالت کیفری در آلمان". Michigan Law Review. ۴۲ (۶). پانویس ۷، صفحات ۱۰۶۹–۱۰۷۰. doi:10.2307/1283584. JSTOR 1283584.
- Bauer, Franz J. (۲۳ دسامبر ۲۰۰۹). "دادگاه‌های مردمی، ۱۹۱۸-۱۹۲۴". دانشنامه تاریخی بایرن.
- دادگاه هیتلر در دادگاه مردمی مونیخ [The Hitler Trial Before the People's Court in Munich]. 1924.
- Fulda, Bernhard (2009). مطبوعات و سیاست در جمهوری وایمار. Oxford University Press. ISBN 978-0-19-954778-4.
- Mulligan, William (2005). تشکیل ارتش مدرن آلمان: ژنرال والتر رینهاردت و جمهوری وایمار، ۱۹۱۴-۱۹۳۰. Monographs in German History. Vol. ۱۲. Berghahn Books. ISBN 978-1-57181-908-6.
- Shirer, William L. (1990). طلوع و سقوط رایش سوم: تاریخ آلمان نازی. Simon and Schuster. ISBN 978-0-671-72868-7.
- Case, Nelson (1902). تاریخ قانون اساسی اروپا. Jennings & Pye. p. ۱۳۹. OCLC 608806061.
- Forsyth, William (1852). تاریخ محاکمه توسط هیئت منصفه. J. W. Parker. p. ۳۶۹. OCLC 29739821.
- Terrill, Richard J. (2009). سیستم‌های عدالت کیفری جهان: یک بررسی (۷ ed.). Elsevier. ISBN 978-1-59345-612-2.

## مطالعه بیشتر
- صداقت قادری (۲۰۰۵). محاکمه: تاریخچه‌ای از سقراط تا او. جی. سیمپسون هارپرکالینز.شابک ‎۰−۰۰−۷۱۱۱۲۱−۵شابک ۰-۰۰-۷۱۱۱۲۱-۵